# الخط الزمني للحرب الفلسطينية الإسرائيلية (28 أكتوبر 2023 – 23 نوفمبر 2023)
تسرد هذه المقالة الخطّ الزمني لعملية طوفان الأقصى أو الحرب الفلسطينية الإسرائيلية خلال الفترة بين 28 أكتوبر و 23 نوفمبر وهي العمليّة التي أطلقتها الفصائل الفلسطينية في قطاع غزة وعلى رأسها حركة حماس عبر ذراعها العسكري كتائب الشهيد عز الدين القسام ضد المستوطنات والمستعمَرات الإسرائيليّة منذ صبيحة السابع من تشرين الأول/أكتوبر 2023، كما تسردُ الخطّ الزمني العملية الإسرائيليّة التي سمَّتها إسرائيل عملية السّيوف الحديديّة فضلًا عمّا جرى من تدخلاتٍ من أطراف فاعلة أخرى على غرار حزب الله والدعم الغربي لإسرائيل وردود الفعل الدوليّة وغير ذلك.
المقالة مقسّمة حسبَ الأيام، وتضمّ عناوين فرعيّة لأبرز ما جرى خلال اليوم مع تفاصيل إضافيّة أخرى.

## اليوم السادس والعشرين
- قصف إسرائيلي يستهدف حي الكرامة شمال غرب مدينة غزة بالتزامن مع اشتباكات
- الناطق العسكري الإسرائيلي يعلن قصف سلاح الجو بنى عسكرية ومنصة إطلاق صواريخ مضادة للدروع لحزب الله اللبناني.
- المتحدث العسكري باسم الحوثيين يعلن إطلاق دفعة كبيرة من الطائرات المسيرة على أهداف في «الكيان الصهيوني».[1][2][3]
- قالت هيئة البث الإسرائيلية أن الأردن طلب من الولايات المتحدة مؤخرا نشر بطاريات باتريوت على أراضيه.

• مراسل الجزيرة: تجدد الغارات الإسرائيلية بمحيط مستشفى القدس غرب مدينة غزة.
• المدير الإقليمي لمنظمة الصحة العالمية للجزيرة: أكثر من ثلث مستشفيات غزة و70% من مراكزها الصحية خارج الخدمة.
- مراسل الجزيرة: غارات إسرائيلية مكثفة على منطقة تل الهوى غرب مدينة غزة.
- المدير الإقليمي لأطباء بلا حدود للجزيرة: المواد الطبية التي تدخل القطاع لا تكفي إلا لبضعة أيام
- كتائب القسام تعلن تدمير دبابة صهيونية متوغلة بمحور جنوب غزة بقذيفة «الياسين 105» وتدمير آلية إسرائيلية شرق حي الزيتون بغزة.[4]

• المتحدث العسكري الإسرائيلي يعلن تصفية قائد وحدة الصواريخ المضادة للدروع لحماس تؤثر على سير المعركة
- كتائب القسّام تعرض مشاهد لإسقاط عبوة مضادة للأفراد على قوة راجلة شرق بيت حانون وتبث مشاهد لهجوم مقاتليها على آليات إسرائيلية.

• مراسل الجزيرة: القوات الإسرائيلية تلقي قنابل مضيئة بسماء قطاع غزة
• إعلام إسرائيلي: اشتباه باختراق طائرات شراعية منطقة زيكيم
• 8 شهداء بقصف إسرائيلي لمنزل بمخيم النصيرات
• العفو الدولية قلقة إزاء حجب المحتوى المؤيد لفلسطين
• 3 شهداء في قصف إسرائيلي على خان يونس
• إطلاق قنابل ضوئية شمال غزة وقصف بمحيط أبراج الفيروز
• الإعلام الحكومي في غزة: 10 آلاف شهيد ومفقود جراء المجازر
• النرويج تدعو لوقف إطلاق النار في غزة فورا
• بايدن يتعهد بمواصلة العمل لإخراج مواطنين أميركيين من غزة
• قصف مدفعي إسرائيلي يستهدف منازل شرقي مخيم النصيرات
• شهداء وجرحى بغارات جديدة على جباليا وخان يونس
• وكيل أمين عام الأمم المتحدة يحذر من تداعيات عالمية لحرب غزة
- كتائب القسام تعلن تدمير دبابتين للاحتلال في بيت حانون وتدمير 4 آليات والإجهاز على قوة راجلة في بيت حانون.

• الأونروا: ما يحدث في غزة تهجير قسري
• عشرات الشهداء والجرحى إثر قصف مخبز في حي النصر بغزة
• الجهاد الإسلامي تندد بمجزرة جباليا الثانية
• سرايا القدس تقصف بعشرات الصواريخ آليات الاحتلال المتوغلة بغزة
• الصحة العالمية: دخول الوقود فورا إلى غزة مسألة حياة أو موت
• ميقاتي: الوقت ينفد لمنع الحرب على غزة من التأثير على لبنان والشرق الأوسط
• مراسل الجزيرة: أكثر من 300 من حمَلة الجوازات الأجنبية غادروا غزة
• كتائب القسام: اشتباكات بين مجاهدينا وقوة راجلة صهيونية في منطقة العطاطرة بغزة
• وزير الدفاع الإسرائيلي: نواصل بكل قوة التقدم في عمليتنا وندفع الثمن كما يحدث بأي قتال
• الخارجية الأردنية تقول أن استدعاء السفير الأردني في إسرائيل تعبير عن موقف البلاد الرافض للحرب المستعرة بغزة
• وزير الخارجية الإيراني: لا يُسمح لواشنطن أن تطلب من الآخرين ضبط النفس وهي تقف مع النظام الصهيوني
• صفارات الإنذار تدوي في مستوطنة نتيف هعسراه شمال قطاع غزة وتدوي في مستوطنتين بغلاف غزة.
- حزب الله يستهدف بـ3 صواريخ موقع بياض بليدا الإسرائيلي بالقطاع الأوسط من جنوب لبنان.[5][6]

• القناة 12 الإسرائيلية: ارتفاع قتلى الجيش بغزة إلى 15
- كتائب القسام تعلن تنفيذ هجومًا داخل موقع «أبو مطيبق» العسكري شرق المحافظة الوسطى بغزة وإسقاط برج المراقبة، وتعلن قصف قاعدة "رعيم" العسكرية
- كتائب القسام تعلن مباغتة قوة راجلة صهيونية غرب إيريز والإجهاز على 3 جنود من المسافة صفر

• إسماعيل هنية: أقول للأعداء إنكم هُزمتم يوم السابع من أكتوبر (تشرين الأول الماضي) وفي توغلكم البري المتعثر.
- كتائب القسام: عدد قتلى جيش الاحتلال أكبر مما يعلنه

• ظروف قاهرة تواجه فرق الدفاع المدني بسبب القصف المستمر لقطاع غزة
• الناطق باسم حماس يقول أن إسرائيل ترتكب إبادة جماعية في قطاع غزة.
• المفوضية الأممية لحقوق الإنسان تقول أن الهجمات الإسرائيلية انتهاك لمبادئ القانون الدولي
• وسائل إعلام إسرائيلية تقول أن 12 جنديا إسرائيليا قتلوا منذ أمس
• عشرات الشهداء والجرحى بقصف إسرائيلي لمربع سكني في مخيم جباليا
• مدير المستشفيات في غزة يقول أنه قدم لمصر قائمة بمئات الجرحى المستحقين للعلاج في الخارج
• مدير هيئة المعابر في غزة يقول أن 81 جريحا سيغادرون غزة إلى مصر
• كتائب القسام تبث صوراً لقصف صاروخي استهدف مدنًا ومستوطنات إسرائيلية
• عضو بالمكتب السياسي لحماس يقول أن قوات الاحتلال لا تعنيها سلامة الأسرى في غزة.
• أكثر من 52 ألف رضيع يواجهون خطر الموت في غزة
- المرشد الإيراني يقول أن على الدول الإسلامية أن توقف تصدير النفط والمواد الغذائية لإسرائيل.

• مقتل 7 من المحتجزين لدى كتائب القسام في مجزرة جباليا
- مسيرة لكتائب القسام تستهدف قوة إسرائيلية بقذيفة مضادة للأفراد واشتباكات عنيفة بين المقاومة وقوات الاحتلال جنوب حي الزيتون بغزة.

• جرحى فلسطينيون وحملة جنسيات أجنبية سيغادرون غزة إلى مصر
• إحباط هجوم على قاعدة التنف الأميركية في سوريا
• إسرائيل تنشر سفنا بالبحر الأحمر إثر هجمات بالمسيرات والصواريخ
• الجيش الإسرائيلي يتحدث عن إسقاط صاروخ أرض جو أطلق من لبنان
• 3 شهداء في قصف إسرائيلي على مخيم جنين
• الجيش الإسرائيلي يعترف بمقتل 9 جنود آخرين في معارك غزة
• استشهاد فلسطيني جراء قصف قوات الاحتلال الإسرائيلي مخيم جنين
• انقطاع كامل للاتصالات والإنترنت في قطاع غزة
• استشهاد 5 فلسطينيين في خان يونس وقطع الاتصالات بجنوب غزة
- كولومبيا تستدعي سفيرها لدى إسرائيل وحكومة تشيلي تستدعي سفيرها لدى إسرائيل للتشاور.[7][8]
- اشتباكات بين مسلحين وقوات الاحتلال في جنين

• الجيش الإسرائيلي يعلن اعتراض هدفا جويا في منطقة البحر الأحمر.
• شهداء وجرحى في قصف إسرائيلي استهدف منزلا في مخيم جباليا
• وزارة الصحة بغزة: ساعات تفصلنا عن توقف المولد الكهربائي في مجمع الشفاء والمستشفى الإندونيسي
- بوليفيا تعلن قطع علاقاتها الدبلوماسية مع إسرائيل.[9][10]

• قصف مدفعي إسرائيلي واشتباكات ضارية شرق خان يونس.

### اليوم السابع والعشرين
في اليوم الـ27 من الحرب على قطاع غزة، واصل جيش الاحتلال الإسرائيلي غاراته على مناطق متفرقة من القطاع مما خلف 9061 شهيدا، في حين أعلن الناطق العسكري لكتائب القسام أبو عبيدة أن خسائر الاحتلال أكبر بكثير مما يعلنه.
وتاليًا، أبرز تطورات اليوم 27 من الحرب الإسرائيلية على غزة
- إعلام إسرائيلي: الحكومة قد توافق على وقف الهجمات لبضع ساعات.
- البنتاغون: نركز على ردع الآخرين لمنع توسيع رقعة الصراع.
- جون كيربي: قطر ساعدتنا كثيرا في إخراج الأميركيين من قطاع غزة.
- جيش الاحتلال: 335 ضابطا وجنديا قتلوا منذ بداية الحرب، وجنودنا أكملوا حصار مدينة غزة.
- المتحدث باسم كتائب القسام أبو عبيدة يعلن تدمير كتيبة دبابات وأن أعداد قتلى العدو أكبر بكثير.
- حزب الله يعلن مهاجمة 19 موقعًا إسرائيلياً في الوقت نفسه على طول الحدود مع لبنان.
- سي إن إن: قطر كانت الوسيط الرئيسي باتفاق خروج الأجانب من غزة.
- بلينكن: سأركز خلال زيارتي إلى إسرائيل على الإجراءات المطلوبة لحماية المدنيين.
- مكتب الإعلام الحكومي في غزة: الاحتلال ألقى أكثر من 25 ألف طن من المتفجرات على غزة حتى الآن.
- جيش الاحتلال يعلن مقتل جنديين من قواته البرية المتوغلة في غزة، مما يرفع عدد القتلى في صفوفه إلى 20.
- غانتس: الصور القادمة من المعركة مؤلمة ودموعنا تتساقط عند رؤية جنودنا يسقطون.
- وزير المالية الإسرائيلي: نواجه خسائر مالية لم يسبق لها مثيل.
- صفارات الإنذار تدوي في 20 بلدة ومدينة وسط إسرائيل ومنطقة تل أبيب الكبرى.
- أهالي عدد من المحتجزين الإسرائيليين بغزة يتظاهرون في تل أبيب للمطالبة بإطلاق سراحهم.
- قصف عنيف يستهدف الأبراج المحيطة بمستشفى القدس في غزة.
- القيادي في حماس أسامة حمدان: الإدارة الأميركية وكل من يدعم العدو شركاء في مجازره.
- شهداء وجرحى في غارة إسرائيلية استهدفت محيط مدرسة للأونروا في مخيم الشاطئ.
- سرايا القدس: نخوض اشتباكات ضارية مع قوات الاحتلال المتوغلة بمنطقة أبو أبسل في خان يونس.
- مجلس النواب البحريني يؤكد استدعاء سفير المنامة من إسرائيل وقطع العلاقات الاقتصادية.
- وزارة الصحة في غزة تعلن ارتفاع عدد ضحايا القصف الإسرائيلي إلى 9,061 شهيدا و32 ألف مصاب.
- الجيش الإسرائيلي يعلن مقتل ضابط كبير في المعارك الدائرة بشمالي قطاع غزة.
- الجيش الإسرائيلي يعلن ارتفاع عدد قتلى الجنود والضباط منذ السابع من أكتوبر/تشرين الأول الماضي إلى 332.[12][13]
- الصحة الفلسطينية: 340 شهيدا بالضفة منذ بداية العام بينهم 132 منذ السابع من أكتوبر/تشرين الأول الماضي.
- مستشفى الصداقة التركي الفلسطيني في غزة أوقف عمله بشكل كامل نتيجة نفاد الوقود.
- القناة 13 الإسرائيلية: مسلحو حماس المشاركون بهجوم السابع من أكتوبر/تشرين الأول الماضي كانت لديهم خرائط وعناوين كبار ضباط الجيش لاختطافهم.[14]

### اليوم الثامن والعشرون
في اليوم الـ 28 من الحرب على قطاع غزة، ارتكب الاحتلال الإسرائيلي مجازر جديدة خلفت عشرات الشهداء والمصابين بقصفه مدخل مستشفى الشفاء ومدرسة تؤوي نازحين في شمال القطاع، وألقى الأمين العام لحزب الله اللبناني حسن نصر الله خطابًا أكد فيه بالخصوص أن ما قبل الحرب في غزة ليس كما بعدها.
وتاليًا، أبرز تطورات هذا اليوم
- لجنة المتابعة للفصائل الفلسطينية: الأوامر العسكرية بخروج المدنيين من منازلهم مرفوضة وهدفها تهجير المواطنين.
- بيان مشترك لمنظمات بالأمم المتحدة: الحاجة ماسة إلى هدنة إنسانية فورية في غزة.
- كتائب القسام تعلن قصف تل أبيب برشقة من الصواريخ ردا على المجازر الصهيونية.
- الخارجية الأردنية: وزراء خارجية عرب يجتمعون مع بلينكن السبت في عمّان.
- الاحتلال يرتكب مجزرة بمدرسة تؤوي نازحين شمالي غزة مما أدى لارتقاء نحو 20 شهيدا.
- دولة هندوراس تستدعي سفيرها لدى إسرائيل.
- جيش الاحتلال: أبلغنا عائلات القتلى الـ351 من الجنود والشاباك.
- إسماعيل هنية: الاستهداف المنظم للمستشفيات يعبر عن مأزق الاحتلال.
- ماكرون: مكافحة الإرهاب لا تعني مهاجمة المدنيين بلا تمييز.
- انفجار «عنيف جداً» يهز المستشفى الإندونيسي.
- 15 شهيدا وإصابة العشرات بقصف إسرائيلي عند بوابة مجمع الشفاء الطبي.
- قصف يستهدف سيارات إسعاف في أكثر من موقع بغزة.
- وزير الدفاع الإسرائيلي: لن نوافق على وقف إطلاق النار في غزة دون عودة المحتجزين.
- الجيش الإسرائيلي: مقتل جندي في معارك غزة البرية وإجمالي عدد الجنود القتلى منذ بداية المعركة البرية 25.
- الأمين العام لحزب الله اللبناني حسن نصر الله:
  - ما قبل الحرب في غزة ليس كما بعدها.
  - نحن دخلنا المعركة منذ الثامن من أكتوبر/تشرين الأول.
  - لن يُكْتَفَى بما يجري على الحدود الإسرائيلية على كل حال.
  - من يريد منع توسع الجبهات في المنطقة عليه وقف العدوان على القطاع.
- صور تظهر أشلاء شهداء سقطوا في قصف إسرائيلي استهدف نازحين على طريق الرشيد الساحلي بغزة.
- "إن بي سي" عن مسؤولين أميركيين: قلق بالإدارة من أن تصبح واشنطن معزولة عالميا بسبب تحالف بايدن الوثيق مع إسرائيل.
- "سي إن إن" عن مصدر دبلوماسي: بلينكن سيدفع إسرائيل نحو الموافقة على وقف مؤقت للغارات على غزة للسماح بالوساطة.
- سي إن إن: إدارة بايدن أبلغت إسرائيل بصعوبة تحقيق أهدافها العسكرية.
- صحيفة إسرائيلية: 8 آلاف قذيفة مدفعية ألقيت على غزة.
- عائلات الأسرى الإسرائيليين بغزة تتظاهر في تل أبيب.
- «المقاومة الإسلامية في العراق»: سنبدأ مرحلة جديدة في مواجهة الأعداء.
- قصف إسرائيلي على خان يونس يخلف 15 شهيدا.
- إسرائيل تقصف مكاتب صحفية في غزة.
- يديعوت أحرونوت: إسرائيل أفرجت عن 3200 عامل من غزة.
- وزير الخارجية الأميركي أنتوني بلينكن يصل إلى إسرائيل.
- مسيرات أميركية تحلق فوق غزة للمساعدة في تحديد مكان المحتجزين.
- قوات الاحتلال الإسرائيلي تواصل اقتحام مخيم جنين وتقوم بتجريف الطرقات في محيطه.[15]

### اليوم التاسع والعشرون
يتواصل العدوان الإسرائيلي على غزة لليوم 29 على التوالي، وبينما ارتكب الاحتلال الإسرائيلي عدداً من المجازر الجديدة التي خلّفت عشرات الشهداء، أعلنت كتائب القسام -الجناح العسكرية لحركة حماس- أن مقاتليها أجهزوا على 5 جنود إسرائيليين، وأنهم دمروا 24 آلية عسكرية.
وهذه أبرز تطورات اليوم الـ 29
- كتائب القسام تعلن عن فقدان أكثر من 60 من أسرى إسرائيل، منذ 7 أكتوبر/تشرين الأول الماضي.
- أبو عبيدة المتحدث بإسم كتائب القسّام يؤكد أن مقاتلي القسام دمروا 24 آلية عسكرية إسرائيلية اليوم.
- مسؤول بالخارجية الأميركية يعلن أنه يمكن إدخال 500 إلى 600 شاحنة يوميا إلى غزة، إذا تُوصّل لوقف إطلاق نار إنساني في قطاع غزة.
- كتائب القسام تعلن مقتل 5 جنود إسرائيليين خلال الاشتباكات غرب مدينة غزة.
- أعلنت الخارجية التركية استدعاء سفيرها في تل أبيب شاكر أوزكار تورونلار إلى أنقرة للتشاور.
- وزارة الصحة في غزة تعلن ارتفاع عدد الشهداء جراء العدوان الإسرائيلي إلى 9500، بينهم 3900 طفل و2509 نساء.
- الاحتلال يقصف مدرسة الفاخورة التي تؤوي نازحين بمخيم جباليا شمالي قطاع غزة.
- مسيّرة إسرائيلية تقصف منزل رئيس المكتب السياسي لحركة حماس، إسماعيل هنية، بصاروخ في مخيم الشاطئ بغزة.
- الاحتلال يستهدف مدخل مستشفى النصر للأطفال، ويوقع شهداء وجرحى.
- إسرائيل تنصح مواطنيها بإعادة النظر في السفر إلى الخارج، في ظل تزايد حالات "معاداة السامية".
- قال موقع "أكسيوس" الأميركي، إن وزير الخارجية أنتوني بلينكن، نصح إسرائيل بالهدنة لتخفيف الضغوط عن واشنطن.
- المكتب الإعلامي الحكومي في قطاع غزة يعلن استشهاد 46 صحفيًا منذ بدء الحرب الإسرائيلية على القطاع.
- الأونروا تقول أن 72 من موظفيها قُتلوا في غزة، وهو أكبر عدد من عمال إغاثة تابعين للأمم المتحدة، يُقتل في نزاع خلال وقت قصير.
- هندوراس تستدعي سفيرها لدى إسرائيل، احتجاجا على الحرب التي يشنها الاحتلال على قطاع غزة.
- مراسل الجزيرة أفاد بسقوط أكثر من 20 شهيدا، بالإضافة إلى عشرات الضحايا في قصف إسرائيلي استهدف مدرسة أسامة بن زيد، التي تؤوي نازحين بمنطقة الصفطاوي شمالي مدينة غزة.
- وزارة الصحة في غزة تفيد باستشهاد 13 وإصابة 26 جراء قصف الاحتلال سيارات الإسعاف على بوابة مجمع الشفاء الطبي.
- جيش الاحتلال يعلن إبلاغ عائلات 351 من الجنود وجهاز الشاباك، بأنهم قُتلوا خلال الحرب.[16]

### اليوم الثلاثون
بينما يتواصل العدوان الإسرائيلي على قطاع غزة لليوم الـ30 على التوالي، أعلن وزير التراث بحكومة الاحتلال، عميحاي إلياهو، أن إلقاء قنبلة نووية على غزة "حل ممكن" معتبرا أن للحرب أثمانا بالنسبة للأسرى بيد المقاومة في القطاع، بينما وصفت حماس هذه التصريحات بأنها تعكس إرهاب إسرائيل.
وأعلنت وزارة الصحة بالقطاع ارتفاع حصيلة الشهداء إلى 9770 فلسطينيا بينهم 4800 طفل و2550 امرأة و596 مسنا، فضلا عن إصابة أكثر من 24 ألف فلسطيني.
وفي المقابل، اعترف المتحدث باسم الجيش الإسرائيلي -في مؤتمر صحفي- أن عدد قتلاه من الجنود والضباط ارتفع إلى 347 منذ 7 أكتوبر/تشرين الأول الماضي.
وتاليًا، أبرز تطورات هذا اليوم
- زعيم المعارضة بإسرائيل يائير لبيد يقول أن إسرائيل لن تكون آمنة ولا دولة أخلاقية ولن تربح الحرب ما لم يعد المخطوفون.
- حكومة غزة تعلن استعدادها لاستقبال لجنة أممية للتحقق من أوضاع المستشفيات، مشيرة إلى أن جيش الاحتلال بدأ تنفيذ تهديده باستهداف مستشفيات القطاع.
- الهلال الأحمر الفلسطيني يعلن أنه فقد الاتصال بكل فرقه العاملة في غزة.
- صحيفة نيويورك تايمز تنقل عن مسؤولين أميركيين وإسرائيليين أن 400 ألف فلسطيني لا يزالون شمالي قطاع غزة الذي توغلت فيه القوات الإسرائيلية.
- نائب مستشار الأمن القومي الأميركي يصرح لشبكة «إيه بي سي» بأنه لا يمكن العودة لوضع ما قبل 7 أكتوبر/تشرين الأول الذي يمكن فيه تهديد إسرائيل.
- الإعلان عن استقبال المرشد الإيراني علي خامنئي رئيس المكتب السياسي لحركة المقاومة الإسلامية (حماس) إسماعيل هنية خلال زيارته مؤخراً لطهران.
- المتحدث باسم وزارة الداخلية في غزة أعلن أن عدد ضحايا العدوان بلغ أكثر من 37 ألفا بين شهيد ومفقود وجريح.
- وكالة رويترز تنقل عن مسؤول أميركي رفيع قوله إن السلطة الفلسطينية أبدت استعدادا للعب دور في مستقبل غزة.
- كتائب القسام الذراع العسكري لحركة حماس تعلن أنها دمرت دبابتين إسرائيليتين متوغلتين في بيت حانون بقذيفتي «الياسين 105» وأن مقاتليها أوقعوا القوات الإسرائيلية المتوغلة شرق خان يونس (جنوبي قطاع غزة) في كمين محكم بعد استهدافها بقذائف «الياسين 105».
- مراسل الجزيرة يعلن استشهاد 30 فلسطينيا على الأقل في قصف إسرائيلي استهدف منزل عائلة أبو حصيرة قرب ميناء غزة.
- الجيش الإسرائيلي يعترف بمقتل جندي في معارك قطاع غزة، مما يرفع عدد جنوده القتلى إلى 32 منذ بداية العملية البرية بغزة، و347 منذ 7 أكتوبر/تشرين الأول.
- منظمة الصحة العالمية توثق أكثر من 100 هجوم على مرافق الرعاية الصحية في قطاع غزة منذ 7 أكتوبر/تشرين الأول الماضي.
- الخارجية التشادية تقول إنها استدعت القائم بالأعمال في إسرائيل للتشاور بسبب قتل المدنيين الأبرياء في قطاع غزة.
- وزارة الصحة الفلسطينية تفيد باستشهاد 3 مواطنين، منهم اثنان في أبو ديس شرق القدس المحتلة، بينما استشهد الثالث في قرية نوبا جنوب الخليل.
- المقاومة الفلسطينية تستهدف سيارة «جيب» عسكرية إسرائيلية، بعبوة محلية الصنع في بلدة عزون شرقي قلقيلية بالضفة الغربية.
- مصدر طبي للجزيرة يفيد بارتفاع عدد شهداء مجزرة مخيم المغازي، وسط قطاع غزة إلى 45 شهيدا.
- حزب الله اللبناني يعلن أنه استهدف تجمعا للجنود الإسرائيليين داخل أحد منازل «مستوطنة المطلة» قبالة جنوب البلاد وحقق إصابات مؤكدة.
- مراسل الجزيرة أفاد باستشهاد 15 فلسطينيا في غارات إسرائيلية استهدفت منزلين في مخيم المغازي وسط قطاع غزة.
- الرئيس الأميركي جو بايدن يعلن إحراز تقدم في التوصل إلى هدنة إنسانية في الحرب بين إسرائيل وحركة حماس.
- مراسل الجزيرة أفاد بإصابة 3 فلسطينيين برصاص قوات الاحتلال الإسرائيلي في مواجهات شرقي نابلس شمالي الضفة الغربية.
- كتائب القسام: القصف الإسرائيلي على غزة تسبب في فقدان أكثر من 60 من أسرى العدو منذ 7 أكتوبر/تشرين الأول الماضي، وأن 23 من جثث الأسرى مفقودة تحت الأنقاض.
- 6 غارات إسرائيلية تستهدف محيط بلدات حلتا وبسطرة وكفركلا والوزاني جنوبي لبنان.
- القيادة الأميركية الوسطى تعلن وصول أسطول حاملة الطائرات "أيزنهاور" للشرق الأوسط في "إطار تعزيز التمركز الإقليمي".[17]

### اليوم الحادي والثلاثون
في اليوم الـ31 من الحرب على غزة، استشهد عشرات الفلسطينيين في غارات إسرائيلية ليلية مكثفة، بعد يوم من ارتكاب مجزرتين جديدتين، إحداهما قرب ميناء غزة، والثانية في مخيم المغازي، خلّفتا 75 شهيداً.
وقالت هيئة البث الإسرائيلية إن الرئيس الأميركي جو بايدن ورئيس الوزراء الإسرائيلي بنيامين نتنياهو تحدثا عن “وقف إنساني" للحرب في غزة.
وهذه أبرز تطورات اليوم الـ31 من الحرب
- واشنطن تخطط لنقل قنابل دقيقة التوجيه لإسرائيل بقيمة 320 مليون دولار، وبايدن ونتنياهو "يبحثان" وقفا إنسانيا للحرب على غزة.
- حكومة غزة: 42% من الشهداء بمناطق يدعي الاحتلال أنها آمنة.
- جيش الاحتلال يقصف بالطائرات والمدفعية أهدافا لحزب الله ردا على إطلاق النار من الأراضي اللبنانية.
- جيش الإحتلال يقول ان سلاح الجو قادر على قصف أي منطقة بالشرق الأوسط.
- حكومة غزة تحذر دولاً ترسل مرتزقة للقتال مع الاحتلال، محملة هذه الدول مسؤولية ارتكاب جرائم ضد المدنيين.
- الأمين العام للأمم المتحدة أنطونيو غوتيريش: أشعر بقلق بالغ إزاء الانتهاكات الواضحة للقانون الدولي الإنساني التي نشهدها.
- جنوب أفريقيا: نستدعي دبلوماسيين من إسرائيل ونقيّم علاقتنا معها، ونشعر بقلق بالغ إزاء استمرار قتل الأطفال والمدنيين الأبرياء في الأراضي الفلسطينية.
- أبو عبيدة الناطق العسكري باسم كتائب عز الدين القسام يعلن تدمير 27 آلية عسكرية خلال 48 ساعة.
- الرئيس الإيراني إبراهيم رئيسي: استمرار المجازر في غزة له عواقب تتجاوز المنطقة.
- مندوب الصين بمجلس الأمن: الوضع بغزة خطير جدا ولا نريد امتدادا للصراع.
- أهالي المحتجزين بغزة ينصبون خياما قبالة الكنيست في تل أبيب، وقرروا التظاهر كل يوم سبت للمطالبة بتحرير ذويهم.
- رئيس وزراء أسكتلندا حمزة يوسف يقول أن وصف المسيرات المؤيدة لفلسطين بمسيرات الكراهية غير مقبول.
- نتنياهو خلال لقائه دبلوماسيين غربيين: لا بديل أمامنا سوى الانتصار وحربنا هي حربكم.
- الهلال الأحمر: تدمير 12 من سيارات الإسعاف والإغاثة جراء غارات الاحتلال.
- أسامة حمدان: جيش الاحتلال يعاني فشلاً عسكريا في الميدان ويبث الأكاذيب.
- أونروا: قصف نحو 50 مدرسة ومنشأة للوكالة تؤوي 700 ألف نازح.[18]

وقد اغتالت إسرائيل في مدينة طولكرم بالضفة الغربية جهاد شحادة قائد «كتيبة طولكرم العسكرية - الرد السريع» وأحد أبرز مؤسسيها، وقتلت برفقته كُلٌ من «عز الدين رائد عواد» القيادي في كتيبة طولكرم - مجموعة القسام وعضويّ الكتيبة «مؤمن سائد بلعاوي» و«قاسم محمد رجب».

### اليوم الرابع والعشرون (30 أكتوبر)
توغلت القوات الإسرائيلية في جنوب شرق مدينة غزة ووصلت إلى شارع صلاح الدين، وأجبرتها المقاومة الفلسطينية على التراجع، وبثت كتائب القسام تسجيلاً لأسيرات إسرائيليات يوجهن رسالة لرئيس الوزراء الإسرائيلي ويطالبنه بالعمل على إطلاق سراحهن. وأعلن وزارة الصحة بغزة ارتفاع حصيلة الشهداء إلي 8306 منهم 3457 طفلاً، و 2136 سيدة، بينما وصل عدد الجرحي إلي أكثر من 21 الف جريح.

### اليوم الثاني والعشرون (28 أكتوبر)
واصل الجيش الإسرائيلي قصفه العنيف على قطاع غزة من البر والبحر والجو، وكان هذا اليوم من أشد الأيام قسوة وعنف من ناحية القصف منذ السابع من أكتوبر، والذي أدى بدوره إلى دمار العديد من الأبنية واستشهاد وجرح العديد من المدنين، كما واصل الجيش الإسرائيلي توغله البري في مناطق عدة من القطاع، وواصلت المقاومة الفلسطينية من جانبها، التصدي للقوات الإسرائيلية المتوغلة في بيت حانون وشرق البريج ومن جانب آخر حثت الخارجية الأمريكية مواطنيها المتواجدون بلبنان ضرورة مغادرة البلاد في ظل الأوضاع السيئة التي تمر بها المنطقة، كما شهد هذا اليوم العديد من التصريحات العالمية علي هامش هذه الحرب، والتي من بينها:
- تصريح لافروف بأن تدمير قطاع غزة وطرد سكانها سيخلقان كارثة طويلة الأمد.
- التصريح الخاص بوزير خارجية النرويج، الذي صرح بأن الوضع في غزة كارثي وخطير جدا.
- وصرح الأمين العام لمجلس التعاون الخليجي بقوله: أننا لن نتردد في التحرك لأنهاء معاناة أهلنا في قطاع غزة.
- صرح وزير الدفاع الإسرائيلي، أن هذه الحرب طويلة، وإما نحن أو هم.
- كما صرح أبو عبيدة قائلاً: أننا سنذيق العدو هزيمة أكبر مما يتوقع، وزمن انكسار الصهاينة قد بدأ.
- وصرح ماسك بأنه سيزفر خدمة الاتصالات لمؤسسات الإغاثة بقطاع غزة.
- كما صرحت المفوضية الأممية لحقوق الإنسان بأن ما يجري في غزة لم يحدث مثله في التاريخ الحديث.

### اليوم الثالث والعشرون (29 أكتوبر)
واصل الجيش الإسرائيلي قصفه للمدنيين في مناطق متفرقة من قطاع غزة، مع تهديده بقصف مستشفي القدس مباشرة بعدما قام بقصف محيطه، وذلك في حالة عدم إخلاء المستشفي، وهو الأمر الذي رفضه الهلال الأحمر الفلسطيني. وشهد هذا اليوم اشتباكات عنيفة بين المقاومة الفلسطينية وقوات الاحتلال الإسرائيلي المتوغلة في شمال قطاع غزة، وأعلن وزارة الصحة بغزة ارتفاع عدد الشهداء في غزة إلى 8005 شهيداً، منهم 3342 طفل، و 2062 سيدة، كما تم استهداف العديد من سيارات الإسعاف والمؤسسات الصحية بالقطاع. ويمكن عرض أبرز تطورات الحرب في هذا اليوم من خلال النقاط الأتية:
- سماع انفجارات في قاعدتين أمريكيتين في سوريا.
- إسرائيل استدعت سفير روسيا للاحتجاج رسميًا علي استقبال روسيا لوفد حماس.
- المقاومة الفلسطينية تطلق دفعة من الصواريخ باتجاه عدة بلدات اسرائيلة، كما قامت بعملية إنزال بالقرب من معبر إيريز.
- المجلس النرويجي للاجئين يصرح بأنه علي الولايات المتحدة وأوربا أن تقول لإسرائل "أوقفي القصف".
- منظمة الصحة العالمية تدعو إلى وقف فوري لاطلاق النار بقطاع غزة لأسباب إنسانية
- إسقاط طائرة مسيرة في الاشتباكات في جنين.
- عودة شبكة الاتصالات جزئياً لبعض مدن القطاع.
- الرئيس الفلسطيني يدعو لعقد قمة عربية طارئة لوقف العدوان على غزة.

### اليوم الخامس والعشرون (31 أكتوبر)
القوات الإسرائيلية تواصل قذفها وتوغلها في قطاع غزة، وترتكب مجزرة جديدة بالقرب من المستشفى الأندونيسي، وقوات المقاومة تتصدي لتوغل الجيش الإسرائيلي وتلحق به خسائر في العدة والعتاد، ولعل أبرز تطورات هذا اليوم من الحرب الإسرائيلية على غزة يمكن ايجازه في:
- اقتحام قوات الأحتلال لمناطق متفرقة بالضفة الغربية.
- قوات الاحتلال تفجر منزل صالح العاروري بالضفة.
- وزير خارجية عمان يدعو إلى إجراء تحقيق ومحاكمة لإسرائيل على ما تفعله من جرائم في قطاع غزة.
- كتائب المقاومة تجهز على قوة صهيونية بعد دخولها مبنى في بيت حانون.
- سلاح الجو الإسرائيلي يعترض صاروخ أرض أرض أطلق من منطقة البحر الأحمر.
- إطلاق الحوثيين مسيرات على أهداف بالأراضي الفلسطينية المحتلة
- قصف كتائب القسام للعديد من المدن الإسرائيلية برشقة صاروخية رداً على المجازر الإسرائيلية بحق المدنيين في غزة.
- استشهاد 18 من أسرة مهندس البث لدى قناة الجزيرة محمد أبو القمصان بعد قصف اسرائيلي لمنزل العائلة.

## نوفمبر

### اليوم السادس والعشرون (1 نوفمبر)

#### تفاعل الدول اللاتينية
وسطَ صمتٍ شبه مطبق من الدول العربية والإسلامية، قرّرت عددٌ من الدول اللاتينية ترجمة قراراتها الشفويّة سابقًا لأفعال، والبداية كانت من بوليفيا التي أدلى مندوبها في الأمم المتحدة ببيانٍ قويّ حمَّل فيه إسرائيل كلّ المسؤولية عن الجرائم ضد الإنسانية التي تحصلُ في قطاع غزة مطالبًا بمحاسبة المسؤولين عنها فردًا فردًا قبل أن يُؤكّد للعالَم قرار بلاده قطع العلاقات الدبلوماسية مع إسرائيل احترامًا للقانون الدولي. ما هي إلّا سويعاتٌ قليلةٌ حتى انضمّت دولة لاتينية أخرى وهي تشيلي التي أصدرت بيانًا صريحًا أدانت فيه العملية الإسرائيلية في غزة وقتل المدنيين والأطفال والنساء واصفةً كل ما حصل ويحصل بالعقاب الجماعي، ثمّ استدعت سفيرها لدى إسرائيل للتشاور ردًا على انتهاكات القانون الدولي أيضًا. انضمَّت كولومبيا هي الأخرى لقائمة الدول التي اتخذت قرارًا فعليًا ضد إسرائيل فأعلنَ الرئيس الكولومبي استدعاء سفير بلاده لدى إسرائيل للتشاور احتجاجًا على الانتهاكات الإسرائيلية بحقِّ الفلسطينيين كما ورد في البيانِ الرسمي. على الجانب المقابل فقد استمرَّت واشنطن في تقديمِ دعمها الكامل لإسرائيل، حيث أعلنت الخارجية الأمريكية أن بلينكن سيتوجه إلى إسرائيل يوم الجمعة 3 نوفمبر وسيزور محطات أخرى في المنطقة بعد ذلك.

#### اقتحام الضفة مجددًا
لم تتوقف عمليات اقتحام مدن وبلدات الضفة الغربية منذُ السابع من أكتوبر، حيث شنّت إسرائيل عمليات متكررة ضد جنين ونابلس وطولكرم وخاصة في ساعات الفجر من كل يوم. الاقتحام الإسرائيلي الجديد يوم الأول من نوفمبر تركّز في مدينة جنين التي شهدت اشتباكات بين المقاومين وقوات الاحتلال التي نفذت حملة مداهمات واسعة طالت عددًا من الفلسطينيين. لجأت إسرائيل – وكما فعلت في قطاع غزة – إلى قطعِ الكهرباء والاتصالات والإنترنت في مناطق بمخيم جنين قبل أن تستعمل الصواريخ في قصفِ منطقةٍ داخل المخيّم وهو ما تسبب في مقتلِ 3 مقاومين وجرحِ آخرين.

#### التوغل البري
لجأت إسرائيل مجددًا للقصفِ الجوي بعد عدّة محاولات على المحاور الشماليّة للتوغل بريًا، حيث استهدفت غارة جوية بُعيد الواحدة صباحًا منزلًا في مخيم جباليا ما أسفر عن وقوعِ قتلى وجرحى في صفوفِ الفلسطينيين، ثم عاودت القصف الجوي بُعيد دقائق من الغارة الأولى عبر غارة ثانية استهدفت منزلًا مأهولًا في النصيرات وسط قطاع غزة وهو ما أسفر عن وقوع 7 قتلى على الأقل وعددٍ آخر من الجرحى في ظلّ صعوبة تحديث البيانات بسبب الحصار الإسرائيلي المطبق على القطاع والذي تسببت في انقطاعٍ شبه كلّي للتيار الكهربائي. الاستهدافات الإسرائيلية لم تتوقف تقريبًا خاصة الغارات الجوية التي تهبطُ على مختلف مناطق القطاع بين كل ساعة وأخرى. ومع الصباح، كررت إسرائيل محاولات التوغل في الشمال حيث سُمعت أصوات اشتباكات عنيفة بين قوات الاحتلال والمقاومين وخاصّة جنوب حي الزيتون الذي شهد تبادلًا للقصفِ بين الطرفين وعمليات كر وفر من هنا وهناك.
اعترفَ الجيش الإسرائيلي خلال مؤتمرٍ صحفي بمقتل 9 من جنوده في اليوم الماضي (31 أكتوبر) بعدما تعرضت عربتهم المصفحة للقصفِ بصاروخٍ مضاد للدبابات في مكانٍ ما شمالي غزة. اعتبرَ وزير الدفاع الإسرائيلي مقتل جنوده في المعارك ضد حماس «ضربة قاسية ومؤلمة» لكنّه أكد استمرار العمليات حتى تحقيقِ كامل الأهداف. أفصحَ الجيش الإسرائيلي كذلك عن نجاحه في اعتراض هدف جوي في منطقة البحر الأحمر جنوب مدينة إيلات دون وقوع إصابات وذلك في الساعات الأولى من هذا اليوم. والهدف الجوي الذي تحدث عنه الجيش هو صاروخٌ أطلقه الحوثيون من اليمن كما أكّدت ذلك عددٌ من التقارير.
استمرّت الاشتباكات في المناطق الرخوة داخل قطاع غزة، حيث أعلنت كتائب القسام تمكّنها من إسقاطِ قذيفة مضادة للأفراد على من وصفتهم بالقوة الصهيونية الراجلة في بيت حانون وتحدثت إسرائيل عن خوض مجنّديها لقتالٍ عنيفٍ جنوب مدينة غزة. رغم مرور شهرٍ كاملٍ على الحرب، فقد استمرَّت المقاومة في توجيهِ ضربات صاروخيّة للمستعمَرات الإسرائيلية في الغلاف حيث قصفت بعد انتصافِ النهار كيبوتس نير إسحاق وكيبوتس صوفا واللذان عملت إسرائيل على إخلائهما ومستعمَرات أخرى قريبة من القطاع تفاديًا لمثل هذه الهجمات. شهد مساء هذا اليوم مجزرة جديدة ارتكبتها طائرات الاحتلال الإسرائيلي بعد مجزرة اليوم الماضي والتي راحَ ضحيتها 400 فلسطيني ما بين قتيل وجريح. المجزرة الجديدة حصلت في مخيم جباليا بعدما أقدمت إسرائيل على قصفِ مربع سكني مأهول ما تسبب في وقوعِ عشرات الضحايا أغلبهم من المدنيين كما تكشَّف حين نقلهم للمستشفى الإندونيسي. خرجَ المتحدث باسم الدفاع المدني دقائق بعد المجزرة ليُطلع العالَم على تفاصيلها حيثُ أعلن أنّ عائلات بأكملها قد مُسحت من السجل المدني في مجزرة جباليا الثانية.
عاشت غزة انقطاعًا كاملًا للاتصالات من جديد بعد تعرض خطوط التزويد لقصفٍ إسرائيلي ما جعل القطاع مفصولًا ومنقطعًا عن بقيّة العالَم مع استمرار الحصار الشامل وإغلاق جميع المعابر، فارتفعت وتيرة الاشتباكات بعدما كثف جيش الاحتلال من قصفه المدفعي بينما اعتمدت المقاومة على قذائف الهاون بشكل أكبر في قصفها للتجمعات والحشود الإسرائيلية شمال القطاع وشرقه. عاودت الفصائل الفلسطينية رشقاتها الصاروخية وهذه المرة عبر رشقة طويلة استهدفت تل أبيب حيث سُمعَ دوي 5 انفجارات عنيفة هزَّت سماء المدينة ناجمة عن اعتراض صواريخ القبة لصواريخ المقاومة.
أعلنَت وسائل إعلام عبرية نقلًا عن مصادر رسمية في الجيش الإسرائيلي ارتفاع قتلى الأخير إلى 15 جنديًا خلال يومٍ ونصف من محاولات التوغل البري لداخل القطاع، ومع ذلك فقد أعلنَ وزير الدفاع الإسرائيلي خلال خرجة صحفيّة أنّ الجيش يحقق إنجازاتٍ على الأرض في العملية البرية ويكشف الأنفاق الهجومية، ثم عاود التشديد على مواصلة التقدم في العمليّة معترفًا بحدوث خسائر كما يحدث في أي قتال كما قال. تحدثت غالانت عن حزب الله وكيف هو «مرتدعٌ الآن وهو لا يرغب في تحويل بيروت إلى غزة» كما اقترحَ نقل الأموال للسلطة الفلسطينية بقيادة محمود عباس قائلًا إنّ هذه الخطوة ستُفيد السلطة الفلسطينية في الضفة الغربية التي «تُساعد في منع الإرهاب والأحداث الجماهيرية» مع أنّ اقتراحه هذا لقي معارضةً من وزير الماليّة الإسرائيلي سموتريتش.

### معبر رفح
فُتح معبر رفح لأول مرة منذ 26 يوم من الحرب والحصار الشامل على القطاع وذلك للسماحِ بمرور حملة الجوازات الأجنبية بعدما كان قد فُتح من قبل ولدقائق معدودة للسماحِ بمرور بعضٍ من شاحنات المساعدات الإنسانيّة. خلال بيانٍ للصحافة قالَه مدير هيئة المعابر في غزة إنهم قد استلموا كشفًا من مصر يحتوي على أكثر من 500 اسم لأجانب سيُغادرون القطاع، كما سُمح لـ 76 جريحًا فلسطينيًا فقط بالمغادرة صوبَ مصر لتلقي العلاج. ظهر المتحدث العسكري الإسرائيلي سويعات بعد هذه الأخبار وهو يطمئن الجانب الإسرائيلي بأنّ كل من يخرج ويدخل من رفح يجري فحصه من طرفِ إسرائيل وذلك بالتعاونِ الذي وصفهُ بـ «الكبير» مع مصر، أما بايدن فقد نسب فضل ما سمّاه تأمين ممر آمن للجرحى الفلسطينيين والرعايا الأجانب للخروج من غزة للقيادة الأمريكية.

### اليوم السابع والعشرون (2 نوفمبر)
استمرّت الغارات الإسرائيلية الصباحيّة على قطاع غزة، حيث ألقت القوات الإسرائيلية في الساعات الأولى من هذا اليوم قنَابل مضيئة على مَناطق متفرقة لشمال قطاع غزة وقام بالاستهداف بأحزمة نارية مكثفة على تل الهوا غربّي مدينة غزة. وقام جيش الإحتلال بإرتكاب مجزرة حينَ استهدف منزلاً في منطقة عسقولة وسط غزة ما أسفر عن سقوط شهداء وجرحى.
وفي الشمال تزامناً مع المناوشات مع إسرائيل أعلن حزب الله اللبناني مهاجمةَ 19 موقعًا إسرائيلياً في الوقت نفسه على طول الحدود مع لبنان من رأس الناقورة غربا على شاطئ البحر المتوسط إلى حتى مزارع شبعا شرقًا. واستهدف ثكنة «زبدين» في مزارع شبعا بمسيّرتين انقضاضيتين هجوميتين. ورد الجيش الاسرائيلي بقصف أطراف بلدتا عيتا الشعب ورامية. وأوقف مستشفى الصداقة التركي الفلسطيني للسرطان في غزة عمله بشكلٍ كامل نتيجة نفاد الوقود وشُهد اشتباكات بين سرايا القدس مع قوات الاحتلال الإسرائيلية المتوغلة بمنطقة أبو أبسل في خان يونس. وأسفرت غارة إسرائيلية على محيط مدرسة للأونروا في مخيم الشاطئ عن سقوط عشرات الشهداء وجرحى. وفي استمرار قصف المستشفيات شن جيش الإحتلال الإسرائيلي سلسلة غاراتٍ عنيفة في محيط مستشفى الإندونيسي شمالي قطاع غزة بالتزامن مع شح الوقود بالمستشفى حيث أعلن مدير المستشفى أنه إن لم يتوفَر الوقود سيكون عشرات المرضى حياتهم بخطر وشن طيران الاحتلال الإسرائيلي قصفاً على منزلٍ لعائلة عنبر في شارع الهوجا في مخيم جباليا شمال القطاع ما أسفر عن سقوط شهداء وجرحى وأعلن الجيش الإسرائيلي يعلن مقتل اثنين من جنوده من بينهم ضابط كبير وإرتفاع حصيلة القتلى إلى 335. وفي كلمة صوتية لأبو عبيّدة المتحَدث العسكري لكتائب القسام قال أن خسَّائر جيش الإحتلال الإسرائيلي أعلى مِن ما يعلن.

### اليوم الثامن والعشرون (3 نوفمبر)
- هاجمت القوات الجوية الإسرائيلية طابور سيارات الإسعاف والبوابات الرئيسية لمستشفى الشفاء.[58][59][60]
- هاجمت كتائب القسام قوات الجيش الإسرائيلي بينما قدمت سرايا القدس دعما مدفعيا شمال غرب غزة، وشنت هجمات مضادة للدبابات على مواقع للجيش الإسرائيلي في بيت لاهيا وبيت حانون. كما أطلقت صواريخ على تل أبيب.[61]
- اندلعت مواجهات في حيي الزيتون والشجاعية بمدينة غزة.[61]
- أطلقت الجبهة الديمقراطية لتحرير فلسطين قذائف الهاون على صوفا بينما أطلقت سرايا القدس صواريخ على مواقع للجيش الإسرائيلي على طول الحدود بين إسرائيل وغزة.[61]
- كتيبة طولكوم تتبنى هجمات بالعبوات الناسفة ضد القوات الإسرائيلية في أربعة مواقع في طولكرم بالضفة الغربية [61]
- اشتبك مسلحون فلسطينيون مع القوات الإسرائيلية وسط مداهمات إسرائيلية لمخيم جنين للاجئين.[61]
- أعلنت المقاومة الإسلامية في العراق مسؤوليتها عن الهجوم الصاروخي على مدينة إيلات الإسرائيلية.[61][62]
- دمر غارة جوية إسرائيلية مخبز ومباني أخرى في مخيم النصيرات للاجئين في غزة. وبحسب ما ورد كان المخبز يخدم الآلاف في مخيم اللاجئين.[63]
- استشهد 11 فلسطينيا في الضفة الغربية.[64]
- شنت إسرائيل غارة جوية على مدرسة أسامة بن زيد.
- وقامت إسرائيل بترحيل آلاف العمال المؤقتين من غزة إلى قطاع غزة، مع بقاء عدد غير معروف رهن الاحتجاز.[65][66][67]
- تعرضن مستشفى القدس ومستشفى الإندونيسي للقصف الجوي.[68]
- أطلقت خدمة بي بي سي العالمية خدمة إذاعية طارئة لقطاع غزة.[69]
- ذكرت الوزارة أن 800 مريض مصاب بجروح خطيرة بحاجة إلى مغادرة غزة لتلقي الرعاية، مشيرة إلى أن العديد من المرضى المصابين بجروح خطيرة توفوا في الأيام القليلة الماضية بسبب انهيار نظام الرعاية الصحية.[70]
- تدمير قافلة طبية أمام مستشفى الشفاء بصاروخ طائرة مسيرة إسرائيلية.[71]

### اليوم التاسع والعشرون (4 نوفمبر)
- شنّت طائرات قوات الاحتلال الإسرائيلية غاراتٍ جويَّة شملت مبنى جامعة الأزهر في المغراقة، الواقع شرق مدينة غزة. أدى هذا القصف بأضرارٍ جسيمةٍ على المبنى؛ حيث دُمِّر بشكلٍ شبه كامل.[72][73]
- كما تعرضت عدة مدارس في غزة للقصف الجوي الإسرائيلي.[74][75]
- تعرضت عدة مدارس في غزة للقصف الجوي الإسرائيلي بما في ذلك مدرسة الفاخورة.[76][77]
- دعت عدة مجموعات فلسطينية إلى التعبئة الشعبية الشاملة ضد إسرائيل.[78]
- أطلقت سرايا القدس طائرة أبابيل المسيرة، مستهدفة مركز قيادة إسرائيلي جنوب شرق الزيتون.[78]
- أطلقت كتائب القسام صاروخ عياش 250 باتجاه إيلات وحاولت التسلل إلى شاطئ زيكيم.[78]
- شن الجيش الإسرائيلي غارة جوية على مخيم المغازي للاجئين وسط قطاع غزة، مما أسفر عن مقتل 40 مدنيا على الأقل.
- قام سلاح الجو الأردني بإسقاط الإمدادات الطبية جواً على المستشفيات في جميع أنحاء قطاع غزة.[79][80]
- تعرض مدخل مجمع ناصر للأطفال لقصف إسرائيلي.[81]

### اليوم الثلاثون (5 نوفمبر)

#### تآكل الرواية الإسرائيلية
نشرت جريدةُ نيويورك تايمز نقلًا عن مسؤولين أمريكيين وإسرائيليين تقديرهم لعدد الذين بقوا في شمال غزة بـ 400 ألف فلسطيني رغم المحاولات الإسرائيليّة في تهجيرهم قسريًا والانفراد بالشمال. نقل مسؤول أمريكي كبير للجريدة أنّ واشنطن حددت عدة خطوات لإسرائيل للحد من «الخسائر المدنية» فيما وصفه بالحملة العسكريّة على غزة، بما في ذلك استخدام قنابل أصغر عند استهداف قادة حماس وبنيتها التحتية خاصة وأنّ إسرائيل استعملت أسلحة قوية جدًا من حيث القدرة التدميريّة في ضربِ كل القطاع وهو ما تسبب في دمار هائل وسقوط ضحايا بالآلاف أغلبهم من المدنيين. استمرَّت الرواية الإسرائيلية في التآكل، فبعدَ عشرات المظاهرات في المدن الغربية والتي شهدت بعضها حضور عشرات الآلاف من الحشود البشرية التي طالبت بوقفِ الحرب على غزة وبوقفِ المجازر الإسرائيلية في حقِّ سكان غزة نشر السيناتور الأمريكي المشهور بيرني ساندرز – والذي كان قد أعلن تأييده ودعمه لإسرائيل في بداية المعارك – بيانًا وصفَ فيهِ القصف الإسرائيلي بالعشوائي والذي يقتلُ آلاف الأبرياء في غزة، مضيفًا أنّ هذا القصف طالَ مخيمات اللاجئين ويجبُ أن يتوقف الآن. في ظلِّ استمرار الدعم الشعبي لفلسطين من كل بقاع الأرض، ووسط الحديث عن التعمّد الإسرائيلي في قصفِ المشافي وباقي المنشآت المدنية خرجَ كبير مستشاري نتنياهو في حديثٍ لصالحِ سي إن إن ليُعلن بشكل صريح وواضح أنّه «إذا استخدمت حماس المستشفيات والمدارس لأغراض عسكرية فلنا الحق لاستهدافها»، وحين السؤال عن قصفِ مدرسةٍ في جباليا ردَّ كيير المستشارين أنّ الموضوع ما زال قيد التحقيق ثم استدركَ من جديدٍ بالقولِ أنّ إسرائيل لا تستهدفُ من وصفهم بـ «المدنيين الأبرياء» وهو الذي هدّد بقصفِ كل المنشآت التي يتواجدُ بها عناصر حماس بغض النظر عمّا إذا كان فيها مدنيين.

#### مجزرة مخيم المغازي
استمرَّت الغارات الجوية الإسرائيلية على قطاع غزة بدون توقّف، حيث أغارت طائرة حربية على موقعٍ قريبٍ جدًا من محيط المستشفى الإندونيسي، فيما استهدفت غارة ثانيّة وبشكل متعمَّد خزان المياه في منطقة تل الزعتر في جباليا. أعلنت بلدية بيت لاهيا أنّ الاحتلال دمر بئرًا وخزان ماء رئيسيًا يخدمُ أكثر من 70 ألف نسمة في منطقة تل الزعتر، مضيفةً أن المحتل الصهيوني يتعمّد قصف آبار وخزانات الماء ويُلحق الضرر بالخدمات التي تُحاول البلدية تقديمها. قُبيل الواحدة صباحًا أغارت طائرات الاحتلال على مجموعةٍ من المنازل السكنية في مخيم المغازي ما تسبب في انهيارها على من فيها من سكّان غزة. بسببِ الحصار الشامل المفروض على القطاع والانقطاع المستمر في خدمات الاتصال والتواصل بسببِ الاستهدافات الإسرائيلية المتعمّدة فقد كان من الصعبِ معرفة مكان القصف بالتحديد والوصول له لا من طرفِ الدفاع المدني ولا وسائل الإعلام. تبيّن مع مرور الوقت أنّ القصف كان عنيفًا واستهدفَ منطقة مكتظة ما تسبَّب في وقوعِ مجزرة حقيقيّة. أعلنَ المتحدث باسم مستشفى شهداء الأقصى في حوارٍ مع قناة الجزيرة أنّ عدد من وصلوا للمستشفى من ضحايا المجزرة الصهيونية في المغازي هو «33 شهيدًا بينهم 12 طفلًا و100 إصابة» مرجحًا أن العدد مرشحٌ للارتفاع بسبب بقاء آخرين تحتَ الركام والأنقاض وبسبب الإصابات الحرجة والتي يصعبُ التعامل مع جميعها في ظلِّ انقطاع الكهرباء المستمر انعدام الوقود وتجاوز المستشفى لقدرته القصوى على العمل. نشرت وزارة الصحة تقريرًا أوليًا عن المجزرة أكدت فيه هي الأخرى أن غالبية الضحايا من الأطفال والنساء، أما مدير عام المستشفيات في القطاع فقد أعلنَ أنّ ما يستهدفه الاحتلال هو مربعات سكنية بأكملها. وصفت حماس ما حصل في المخيم بالمجزرة الحقيقية من خلال القصفِ المباشر لمنازل المدنيين، وقالت في بيانها إنّ الاحتلال ارتكب المجزرة أثناء وجود بلينكن في تل أبيب والمنطقة ما يؤكّد مسؤولية الإدارة الأمريكية.

#### اقتحام الضفة المتواصل
تزامنًا مع القصف الجوي والبري والبحري على قطاع غزة ومن كل الجوانب، استمرَّت إسرائيل منذ انطلاق عملية طوفان الأقصى في اقتحامِ الضفة واعتقال عشرات الفلسطينيين مقابل اغتيال آخرين. أقدمت إسرائيل خلال هذا اليوم ومع ساعات الفجر على اقتحامِ جنين ونابلس وأبو ديس وقلقيلية وطولكرم بالإضافة لعدّة بلدات فلسطينية أخرى. تحولت محاولات الاقتحام هذه لاشتباكاتٍ بين المقاومين الفلسطينيين وقوات الاحتلال وخاصّة في جنين التي تبرزُ فيها حاضنة شعبية للمقاوَمة. ارتفعت حدّة الاشتباكات بعدما نشر جيش الاحتلال فُرق قناصة فوق عددٍ من المباني، ثم حاصرت منزلين: واحدٌ في جنين والثاني في أبو ديس. دفع الاحتلال بالمزيدِ من التعزيزات لكل المناطق في ظلِّ الاشتباكات المسلحة وبعدما تعرض جيب عسكري للتفجيرِ بعبوة ناسفة محلية الصنع في بلدة عزون شرقي قلقيلية وفي جنين التي أُصيبت فيها مجنَّدة إسرائيلية بجروح طفيفة. استمرّت الاشتباكات في بلدة أبو ديس الواقعةِ شرق مدينة القدس المحتلَّة نحو سبع ساعات بعدما تحصَّن المقاوِم الفلسطيني نبيل جوهر حلبية داخل منزلٍ ورفض تسليم نفسه للاحتلال فقامت الأخيرة بقصفِ المنزل عن بكرة أبيه بقذائف الأنيرجا شديدة الانفجار والمخصصة كقذائف أو صواريخ مضادة للدبابات الكبيرة، كما اغتالت القوات الإسرائيلية قُبيل انسحابها شابًا آخر في نفس البلدة أما الثالث فقد اغتالته في قرية نوبا بالخليل فضلًا عن اعتقال العشرات.

#### التلويح بالنووي
اقترحَ عميحاي إلياهو وزير التراث بالحكومة الإسرائيلية في تصريحٍ وُصف بالصادم وأثار الكثير من الجدل حين قال إنّ «إلقاء قنبلة نووية على غزة هو حلٌّ ممكن وبالنسبة للمختطفين فالحرب لها أثمان» مضيفًا أن قطاع غزة يجبُ ألا يبقى على وجه الأرض ومحرّضًا الحكومة على إعادة إقامة وبناء المستوطنات داخله. بدأت ردود الفعل في التوالي عقبَ تصريح وزير التراث حيث وصفَ يائير لبيد التصريح بـ «الصادم والمجنون والذي يُسيئ لعائلات المختطَفين»، أما نتنياهو فوصفَ ما جاء به وزير التراث بالقولِ إنّ هذه التصريحات منفصلة عن الواقع. شنَّ وزير الدفاع الإسرائيلي هو الآخر هجومًا على عميحاي إلياهو واصفًا تصريحاته بـ «عديمة المسؤولية» مضيفًا أنّه «من الجيد أن عميحاي ليس من المكلفين بأمنِ إسرائيل». تفاعلت حركة حماس هي الأخرى مع هذا التلويح بعدما نشرت بيانًا قالت فيه إنّ تصريحات أحد وزراء الاحتلال عن إمكانية إلقاء قنبلة نووية على غزة تعكسُ إرهاب حكومة إسرائيل ضد الشعب الفلسطيني، أما حركة الجهاد الإسلامي فقد اعتبرت أنّ إسرائيل تفعلُ أصلًا ما قاله الوزير إلياهو بالتدريج مؤكّدة أن كل الشواهد تكشفُ حجم الجريمة والمحرقة التي تنفذها. أمام وطأة التصريحات المنددة وكلّ الجدل الذي خلقه الوزير الإسرائيلي، أوقفَ نتنياهو الوزير عميحاي إلياهو عن اجتماعات الحكومة حتى إشعار آخر.

#### الاشتباكات على الأرض وفي الجو
أعلنت كتائب القسام أنّ مقاتليها أوقعوا في ساعات مبكرة من اليوم قوات إسرائيلية حاولت التوغّل شرق خانيونس في كمينٍ محكمٍ بعد استهدافها بقذائف الياسين 105 ودمّروا دبابتين فضلًا عن تحقيق إصابات في صفوفِ جيش الاحتلال. رغم مرور شهر كامل على الحرب ورغم آلاف الصواريخ التي أطلقتها فصائل المقاومة على إسرائيل فقد كانت قادرة على مواصلة القصف حيث أطلقت رشقة صاروخيّة خلال هذا اليوم استهدفت مستوطنة رعيم الواقعة على مقربةٍ من قطاع غزة وردّت إسرائيل من خلال غارة جوية استهدفت حي تل الهوى الواقعِ في الجنوب الغربي لمدينة غزة. كثف الجيش الإسرائيلي من غاراته مع مرور الساعات حيث قصف مع انتصافِ النهار مسجدًا يؤوي نازحين غرب مخيم النصيرات وسط قطاع غزة، ثم أغار على منزل سكني ممتلء بالسكان قرب ميناء غزة ما تسبب في سقوطِ عشرات الضحايا بين قتيل وجريح وأغلبهم من أسرة واحدة. استمرَّ تبادل الاشتباكات بين الطرفين حيث ركّزت فصائل المقاومة بقيادة القسّام على استهدافِ القوات الإسرائيليّة المتوغلة شرق منطقة جحر الديك، فيما لجأت إسرائيل للغارات الجوية على مختلفِ مناطق القطاع وخصوصًا مناطق الشمال والوسط بما في ذلك مخيم الشاطئ.
أعلنَ المتحدث باسم وزارة الصحة في غزة أنّ الاحتلال الإسرائيلي يُمارس حرب إبادة و‌تطهير عرقي منذ 30 يومًا مؤكّدا أن نحو 70% من الضحايا هم من النساء والأطفال، كما نقل لوسائل الإعلام المأساة الإنسانية التي تُواجه القطاع بسبب الحصار الإسرائيلي الشامل والذي جعلَ مستشفيات كل المحافظات عاجزةٌ تمامًا عن تقديم المزيدِ من الخدمات الصحيّة. كثفت إسرائيل بعد السابعة مساءً من هجماتها وعمليات قصفها وهو ما تسبب في الانقطاع التام والكامل للاتصالات وخدمات الإنترنت في كل مناطق الشمال. وصفَ مراسل قناة الجزيرة وائل الدحدوح هذه الغارات الإسرائيلية المسائية بغير المسبوقة والتي تزامنت مع قصفِ الزوارق الحربية لعشرات المواقع في الشمال أيضًا.
استقبلَ مستشفى الشفاء خلال هذا اليوم وحده أكثر من 100 قتيلاً والذين سقطوا جميعًا خلال الغارات الإسرائيلية العنيفة والتي طالت كل مناطق الشمال، بل استهدفت بعضُ الغارات الإسرائيليّة محيط المجمع الطبي أساسًا وهو ما عقَّد من عمل المشفى الذي يُعاني أصلًا وتعمّقت الأزمة في ظلِّ نزوح سكان المنازل التي تعرضت للقصف لداخلِ المشفى بحثًا عن المبيت. ردّت كتائب القسام على الغارات الإسرائيلية من خلال توجيه رشقة صاروخية صوبَ منطقة تل أبيب في نحو التاسعة مساءً وذلك ردًا على ما قالت إنها «المجازر الصهيونية بحق المدنيين». سُمع دوي انفجارات عنيفة في المدينة الإسرائيليّة ورغم نجاح منظومة القبة الحديدية في اعتراضِ أغلب الصواريخ إلا أن بعضها مرّ وسقطَ في مناطق مختلفة بما في ذلك في مستعمَرة رمات غان و‌بتاح تيكفا متسببة في خسائر مادية دون أن تُوقع خسائر في الأرواح. أعلنَ دانيال هجاري الناطق العسكري الإسرائيلي خلال هذا اليوم أنّ الفرقة 36 مدرعات وصلت إلى ساحل البحر في مدينة غزة وهو ما يُمثل قطعًا عرضيًا للقطاع وذلك في محاولة إسرائيلية لتطويقِ مدينة غزة بالكامل.

### اليوم الواحد والثلاثون (6 نوفمبر)
- في اليوم اليوم الحادي والثلاثون من عملية طوفان الأقصى، الموافق 6 نوفمبر 2023، فقد اغتالت إسرائيل في مدينة طولكرم بالضفة الغربية جهاد شحادة قائد «كتيبة طولكرم العسكرية - الرد السريع» وأحد أبرز مؤسسيها، وقتلت برفقته كُلٌ من «عز الدين رائد عواد القيادي في كتيبة طولكرم - مجموعة القسام وعضويّ الكتيبة «مؤمن سائد بلعاوي» و«قاسم محمد رجب».[103][104][105]
- وادعى متحدث باسم الجيش الإسرائيلي أن القوات الإسرائيلية تقترب ببطء من مدينة غزة.[106]
- وتقدمت القوات البرية الإسرائيلية باتجاه مستشفى الشيخ حمد الإندونيسي.[106]
- قالت كتائب القسام أنها دمرت دبابات تابعة للجيش الإسرائيلي جنوب تل الهوى وهاجمت القوات الإسرائيلية التي كانت تتقدم إلى الداخل من ساحل غزة. كما أطلقت موجتين من الصواريخ على تل أبيب لليوم الثاني على التوالي، كما أطلقت صواريخ على قاعدة الريم العسكرية في المنطقة الجنوبية.[106]
- اشتبك المسلحون الفلسطينيون في الضفة الغربية مع قوات الأمن الإسرائيلية في 12 اشتباكًا بالأسلحة الصغيرة.[106]
- قصفت إسرائيل الألواح الشمسية في مستشفى الشفاء [107]

### اليوم الثاني والثلاثون (7 نوفمبر)
- اشتبكت كتائب شهداء الأقصى وسرايا القدس مع الجيش الإسرائيلي في اشتباك بالأسلحة الصغيرة استمر لساعات وفجرتا عبوات ناسفة في مخيم طولكرم بالضفة الغربية.[108]
- وشُنت ثماني هجمات على إسرائيل، استهدفت خمس منها منشآت عسكرية.[108]
- تم شراء سندات إسرائيلية قياسية بقيمة مليار دولار في الولايات المتحدة منذ بداية الحرب.[109][110]

### تباطؤ التوغل البري
تواصلت الاشتباكات على الأرض مع استمرار استعانة فصائل المقاومة الفلسطينية بالأنفاق والتعويل على الاشتباكات من مسافات قريبة تكادُ تكون صفرية حتى، مقابل اعتماد إسرائيل على القصفِ الجوي من خلال طائراتها الحربية والقصفِ البحري عبر البوارج والزوارق الحربية والقصفِ الأرضي من خلال المدافع والدبابات المتوغّلة داخل القطاع وتلك المستقرة في الغلاف. طالَ القصف الإسرائيلي في الساعات الأولى من هذا اليوم أكثر من محور في قطاع غزة، لكنّ التركيز الأكبر كان على مخيم النصيرات وسط القطاع والذي سُويّت عددٌ من مبانيه بالأرض جراء غارات عنيفة، فضلًا عن القصف المستمر على مخيم جباليا الواقعِ شمالًا والذي تدمّر الجزء الأكبر منه بسببِ تركّز الاشتباكات فيه منذ الساعات الأولى للاقتحامِ البري. حاولت فصائل المقاومة مباغتة إسرائيل خلال هذه الاشتباكات حينما وجَّهت بُعيد السابعة صباحًا رشقة صاروخية نحو منطقة كيسوفيم التي تتمركزُ فيها الدبابات الإسرائيليّة وجنود المشاة.
نشرت وزارة الصحة بغزة بيانًا تحديثيًا قالت فيه إنّ «عدد الشهداء منذ بداية العدوان الإسرائيلي على غزة بلغَ 10569 شهيداً بينهم 4324 طفلًا و2823 امرأة». خلال هذا اليوم أيضًا أعلنت اللجنة الدولية للصليب الأحمر تعرّض قافلة مساعدات إنسانية تابعة لها لإطلاق نار في غزة في وقتٍ ما من يوم السابع من تشرين الثاني/نوفمبر دون أن تُشير بوضوح للمستهدِف، لكنّ الهلال الأحمر الفلسطيني فعل حينما نشر بيانًا أعلنَ فيه وبوضوح أنّ قوات الاحتلال استهدفت قافلة المساعدات الإنسانية للصليب الأحمر الدولي في ظلِّ صمتٍ إسرائيلي مطبق.

### التحركات السياسية المحدودة
قالَ الرئيس الأمريكي جو بايدن والذي أعرب عشرات المرات عن دعمه الكامل لإسرائيل ورفضت إدارته وقفًا لإطلاق النار بدعوى أنّ الوقف سيخدمُ حماس إنه طلب خلال اتصالٍ هاتفي مع نتنياهو يوم الإثنين 6 نوفمبر وقفًا مؤقتًا للقتال في غزة، ومع ذلك فقد استمرت الإدارة الأمريكية في الحديث عن القضاء كليًا على حماس حيث أشار وزير الخارجية بلينكن وبكل وضوح إلى أنّ حماس لا يُمكن أن تبقى مسيطرة على غزة ملمّحًا لما سمَّاها «مرحلة انتقالية» بعد «الصراع» كما وصف. حاول بلينكن تهدئة الشارع الغربي والعربي حينما قال إنّ إسرائيل لن تُدير غزة وأن لا نية لديها لفعل ذلك. تصريحات الإدارة الأمريكية خلال هذا اليوم تماشت نسبيًا مع ما جاء به كبير مستشاري نتنياهو والذي عاود التشديد على ضرورة «وجود أمني إسرائيلي في غزة» نافيًا فكرة الاحتلال الكلّي، ثم فصّل في كيف ترغبُ إسرائيل في وضعٍ وصفه بـ «الأكثر مرونة» يسمحُ بالدخول والخروج من غزة حسب الحاجة الأمنية وهو ما ترفضه كل فصائل المقاومة جملة وتفصيلًا.

### اليوم الرابع والثلاثون (9 نوفمبر)
- استهدفت غارة جوية إسرائيلية مدرسة البراق الواقعة في شارع اللبابيدي بحي النصر شمال مدينة غزة، والتي كانت تستخدمها الأونروا كملجأ.
- وبحسب ما ورد التقى مدير وكالة المخابرات المركزية ويليام ج. بيرنز ونظيره في الموساد ديفيد بارنيا مع رئيس الوزراء القطري الشيخ محمد بن عبد الرحمن بن جاسم آل ثاني في الدوحة لتسهيل فترات التوقف الإنساني والإمدادات.[117]
- ووافقت إسرائيل على وقف العمليات العسكرية يوميا لمدة أربع ساعات للسماح بدخول المساعدات إلى مناطق معينة في شمال غزة والسماح للمدنيين بالإخلاء.[118]
- واشتبكت كتائب شهداء الأقصى مع قوات الاحتلال وفجرت عبوات ناسفة في مخيم بلاطة. واشتبكت كتائب شهداء الأقصى وكتائب القسام وسرايا القدس مع القوات الإسرائيلية في اشتباكات بالأسلحة الخفيفة وقامت بتفجير عبوات ناسفة في جنين.[119]
- أسقطت إسرائيل صاروخا باليستيا أطلقه الحوثيون جنوب مدينة إيلات.[119]
- وذكر المكتب الإعلامي لحكومة غزة أن إسرائيل قصفت ثمانية مستشفيات في الأيام الثلاثة الماضية.[120][121]
- تزعم إسرائيل أن طائرة بدون طيار من سوريا ضربت إيلات، مما تسبب في أضرار لمدرسة.[122]
- في 9 نوفمبر، أعلن المكتب الإعلامي الحكومي في غزة أن إسرائيل قصفت ثمانية مستشفيات في الأيام الثلاثة الماضية.[120][121]

### اليوم الخامس والثلاثون (10 نوفمبر)
- تقدم الجيش الإسرائيلي بالقرب من مستشفى الشفاء بينما وردت أنباء عن اشتباكات في تل الهوى.[108]
- شنت الجبهة الشعبية لتحرير فلسطين هجومها الأول على إسرائيل منذ 31 أكتوبر، بينما شن مسلحون فلسطينيون سبع هجمات أخرى بقذائف الهاون والصواريخ على إسرائيل.[108]
- تبنت كتائب شهداء الأقصى مسؤوليتها عن هجوم آخر بعبوة ناسفة قرب جنين.[108]
- أصابت الغارات الإسرائيلية شارعًا خارج المستشفى الإندونيسي في غزة، حيث كان العديد من الفلسطينيين يتلقون العلاج.[123] وذكرت وزارة الصحة في غزة أن إسرائيل قطعت الكهرباء والمياه والاتصالات عن المستشفى.[124]
- حاصرت الدبابات الإسرائيلية بشكل كامل أربعة مستشفيات، هي مستشفى الرنتيسي، ومستشفى ناصر، ومستشفى العيون والصحة النفسية.[125]
- اشتعلت النيران في مستشفى ناصر الرنتيسي لسرطان الأطفال بعد تعرضه لغارة جوية إسرائيلية وبدأت عمليات الإخلاء.[126][127]
- تعرضت ثلاث مستشفيات على الأقل للقصف الجوي الإسرائيلي، مما أدى إلى سقوط العديد من الضحايا.[128]
- وكر الهلال الأحمر الفلسطيني أن القناصة الإسرائيليين فتحوا النار على أطفال في مستشفى القدس، مما أسفر عن مقتل طفل وإصابة 28 آخرين.[129]
- تم قصف مستشفى الشفاء خمس مرات خلال 24 ساعة.[130][131]
- ذكر الصليب الأحمر الدولي أن نظام الرعاية الصحية في غزة "وصل إلى نقطة اللاعودة.[132]
- وحاصرت دبابات الاحتلال أربعة مستشفيات، هي مستشفى الرنتيسي ، ومستشفى ناصر، ومستشفى العيون والصحة النفسية، من كافة الاتجاهات.[133]
- اشتعلت النيران في مستشفى ناصر الرنتيسي لسرطان الأطفال بعد تعرضه لغارة جوية إسرائيلية وبدأت عمليات الإخلاء.[126][127]
- ذكر الهلال الأحمر الفلسطيني أن القناصة الإسرائيليين فتحوا النار على أطفال في مستشفى القدس، مما أسفر عن مقتل طفل وإصابة 28 آخرين.[129]
- قالت وزارة الصحة إن إسرائيل قطعت الكهرباء والمياه والاتصالات عن مستشفى الإندونيسي.[124]

### حصار مجمع الشفاء
قصفت إسرائيل قُبيل الواحدة صباحًا بالتوقيت الفلسطيني (جرينتش + 03) بوابة مجمع الشفاء ثم عاودت في الدقائق اللاحقة سلسلة غارات جويّة طالت المباني والمنازل المحيطة بنفس المجمع الطبي فضلًا عن قصفٍ بالصواريخ طالَ منزلًا خلف مستشفى القدس وهو ما أثر على مباني المشفى. غارات إسرائيل الصباحية هذه طالت مشافي الشمال والوسط فبعد القصفِ المتزامن على محيط مستشفيي الشفاء والقُدس، تعرض محيط المستشفى الإندونيسي هو الآخر لغارات جوية سببت هلعًا كبيرًا عدى عن تأثر مرافق المشفى بسبب الغارات الجويّة وما يُرافقها من انكسارات في الزجاج وغبار كثيف وحرائق. تنوّع القصفُ الإسرائيلي ما بين غارات جويّة من الطائرات الحربيّة أو المسيرات وقصفٍ مدفعي من الدبابات المتوغلة على الأرض في ظلِّ الانقطاع الكلي للكهرباء. تسبب الحصار الإسرائيلي للمرافق الحيوية والمدنية في عشرات المآسي للدرجة التي أعلن فيها مدير عام وزارة الصحة في غزة إقامة مقبرة جماعية بمجمع الشفاء لدفن الضحايا بسببِ عدم المقدرة على الخروج لدفنهم في المقابر المخصصة لذلك بسببِ الاستهداف والقصف الإسرائيلي لكل من يتحرك بغض النظر عمّا إذا كان من الأطقم الطبيّة أو مدنيًا أو غيره.
بسببِ استمرار القصف الإسرائيلي على المواقع القريبة والمحيطة بمجمّع الشفاء، فقد عجزت سيارات الإسعاف عن التدخل لنقل الجرحى وجثامين الضحايا خاصة وأن إسرائيل استهدفت خلال هذه المعركة وفي أكثر من مرة المسعفين وسياراتهم عمدًا وقتلت العشرات من الأطقم الطبية خلال مزاولة عملهم. أعلنت منظمة أطباء بلا حدود في نحو التاسعة صباحًا أنها فقدت الاتصال بموظفيها داخل مستشفى الشفاء، معربةً عن قلقها على سلامة المرضى والطاقم الطبي. اعترفت المنظمة الدولية أن المشفى تعرض لهجمات كثيفة والمرضى لا يزالون بداخله وبعضهم غير قادرٍ على الحركة حتى، موجهةً دعوى بشكل عاجل لوقف الهجمات على المستشفيات وحماية المرافق والطواقم الطبية والمرضى.
رغم كل هذا فلم يهدأ القصف الإسرائيلي ومحاولة القوات البرية فرض طوقٍ على مشفى الشفاء حيث بدأت إسرائيل في تسوية جميع البنايات المحيطة بالمجمع الطبي مع استهدافِ أي شخص يتحرك داخل ساحاته. القصفُ الإسرائيلي طال بعضًا من مرافق المشفى وخاصة مبنى الجراحة كما تسبب الحصار في انقطاع التواصل بين الأقسام بما في ذلك الاتصال الداخلي الذي حاولت الأطقم الطبية استرجاعه. أعلنَ المدير العام للمستشفيات إجراء محادثات مع منظمة الصليب الأحمر لإدخال بعض الوقود للمستشفيات لكنهم المنظمة فشلت في ذلك بسببِ رفض إسرائيل ونفس الشيء تكرر مع الأونروا ومنظمة الصحة العالمية اللتان اعتذرتا عن تقديم أي شيء في غزة وفي منطقة الشمال.

### استمرار الاشتباكات
استمرّت الاشتباكات على الأرض وعلى مشارف مدينة غزة تحديدًا، في حين ظلّت الطائرات الحربية تملأ سماء القطاع وتشنّ غارات جوية من حينٍ لآخر وخاصة على مخيم النصيرات في الوسط وعلى مخيم الشاطئ الذي ركّزت القوات البرية الإسرائيلية عليه في محاولةٍ منها لفرض سيطرة تامّة هناك. نفى الجيش الإسرائيلي حصاره لمستشفى الشفاء واصفًا هذه الأنباء بـ «الكاذبة»، لكنّه أعلن أنّ الاشتباكات تجري في محيطه كما أعلن عن سيطرته على قاعدة بدر والتي قال إنها المعقل العسكري المركزي لكتائب القسام في منطقة مخيم الشاطئ. أعلنَ الهلال الأحمر الفلسطيني من جهته أنّ الدبابات والآليات العسكرية بدأت فرض حصارٍ على مستشفى القدس من جميع الجهات، وما هي إلا ساعاتٌ حتى صوَّرت مقاطع فيديو الاستهداف الإسرائيلي لمحيط المستشفى الإندونيسي.

### تغيّر النبرة الغربية
بدأت النبرة الغربية الرسمية في التغيّر شيئًا فشيئًا، فبعد الدعم اللامطق الذي حظيت به إسرائيل من قادة الدول الغربية وعلى رأسها الولايات المتحدة والمملكة المتحدة وفرنسا ثم ألمانيا مقابل ضغطٍ شعبي غربي كبير ومتزايد من أجلِ وقفِ الإبادة الجماعية للشعبِ الغزّي ووقفِ المجازر الإسرائيلية في حقّ الفلسطينيين، نشر الرئيس الفرنسي إيمانويل ماكرون بيانًا طالبَ فيه إسرائيل بالتوقّف عن قتل النساء والأطفال في غزة، ثم وجّه الدعوة إلى قادة الولايات المتحدة وبريطانيا للمطالبة بوقف إطلاق النار. تصريحاتُ الرئيس الفرنسي لم تُعجب نتنياهو الذي سارع للرد عليها في أقل من ساعة حينما قال إنّ مسؤولية استهداف المدنيين تقعُ على عاتق حماس وليس على إسرائيل.

### القمة العربية الطارئة
عُقدت قمة عربية طارئة في العاصمة السعودية الرياض بعد أزيد من شهر من بداية الحرب الفلسطينية الإسرائيليّة، وحضرتها أغلبُ الدول العربية والإسلامية ممثلةً في قادتها مع غياب بعض القادة وتعويضهم بمن ينوب عنهم. خرجت القمة العربية الإسلامية المشتركة بعديدِ المخرجات لعل أبرزها التأكيد مجددًا على مركزية القضية الفلسطينية والمطالبة بكسرِ الحصار على غزة وفرض إدخال قوافل مساعدات إنسانية وعربية وإسلامية ودولية مع دعوة المدعي العام للجنائية الدولية إلى استكمال التحقيق في جرائم حرب إسرائيل وضرورة اتخاذ خطوات فورية لوقف قتل المدنيين الفلسطينيين. تعرضت هذه القمة لانتقادات شعبية كبيرة ومتزايدة خاصة أن كل ما جاءت به هو مجرد مطالب لا تحركات على أرض الواقع، بل إنّ هناك من طالب بفتح معبر رفح مثلًا رغم أن المعبر يربطُ بين بلدين عربيين ومن يُغلقه هو النظام المصري بطلبٍ من إسرائيل، وهناك من طالب من المشاركين بوقفِ العلاقات مع تل أبيب رغم أنّ خمسة من الدول العربية المشاركة في المؤتمر مطبعة ولم تقطع علاقاتها بشكل كلّي أو جزئي باستثناء الأردن التي طلبت من السفير الإسرائيلي المغادرة ولم تصل لحد قطعِ العلاقات. اعتُبرت مخرجات هذه القمة باختصار بمثابة توصيف لما يجري عوض اتخاذ قرارات حقيقية على أرض الواقع.
كان لافتًا مشاركة الرئيس السوري بشار الأسد والمتهم بارتكابِ عشرات المجازر في حقّ الشعب السوري فضلًا عن العقوبات المفروضة عليه من عددٍ من الدول بالإضافة للمقاطعة العربية التي طالته لعدّة سنين قبل أن تبدأ بعض الأنظمة وعلى رأسها أبو ظبي والرياض في رفعِ المقاطعة نسبيًا وتعويمه داخل النظام العربي الرسمي. لقي حضور الأسد هو الآخر انتقادًا وسخريّة شعبية عربية عارمة بل وصل الأمر حدّ السخرية الرسمية منه ومن مشاركته من قِبل قادة إسرائيليين مثلما فعل وزير الدفاع الإسرائيلي السابق وعضو مجلس الحرب الحالي بيني غانتس والذي قال إنّ إسرائيل لن تقبلَ وعظًا أخلاقيًا من الأسد الذي قتل الأطفال والنساء أو من الجلاد من طهران، أما وزير الثقافة الإسرائيلي فقد سخر من مشاركة الرئيس السوري بالقمّة العربية بالقول إنّ «بشار الأسد الذي يُعرف باسم جزار دمشق يعظُ الجيش الأسرائيلي الأكثر أخلاقية في العالم، حول كيفية الدفاع عن نفسه ضد حماس» واصفًا حضور بشار وكلمته بـ«النفاق اللامحدود».

### كلمة أبو عبيدة
خرجَ أبو عبيدة الناطق الرسمي باسم كتائب القسام في كلمة مسجّلة ليُعلن فيها عن آخر تحديثات المعركة، حيث أشار إلى أن الدبابات الإسرائيلية تواجه مقاومة وصفها بالعنيفة واشتباكات ضارية أجبرتها وتُجبرها على التراجع وتغيير مسار التوغل، ثم فصّل في كيف أن المقاومون يخرجون من تحت الأرض وفوقها ومن تحت الركام ويدمرون المدرعات والدبابات وباقي الآليات العسكريّة. اعتبر أبو عبيدة المجازر التي ترتكبها إسرائيل أمام العالم هي الإنجاز الوحيد لهم في الحرب، ووصفَ ما قال إنها التضحية العظيمة التي يقدمها المقاومين الفلسطينيين بمقدمة النصر. خرجَ المتحدث العسكري الإسرائيلي في وقتٍ لاحقٍ ليُعلن مقتل 5 جنود وإصابة 6 آخرين بجروح خطرة ليرتفعَ عدد القتلى في صفوف الجيش لـ 43 قتيلًا منذ بدء العملية البرية، وأكّد هجاري أن القتلى الخمسة بينهم ضابط كبير وقُتلوا جميعًا بانفجار فتحة نفق ملغمة في بيت حانون. زعم المتحدث أنّ حماس فقدت سيطرتها على شمال قطاع غزة والفلسطينيون يتوجهون إلى الجنوب، وكرّر النفي الإسرائيلي بخصوصِ تطويق مستشفى الشفاء.
من جهته كرر نتنياهو أهداف العملية العسكرية الإسرائيلية وهي القضاء على حماس كليًا واستعادة المخطوفين، ثم طالبَ الزعماء العرب بالوقوف ضد الحركة العربية أصلًا. قدّم رئيس الوزراء معلومات عن شكل الحكم الذي يطمحون له في غزة حينما قال إن تل أبيب تسعى لسيطرة تُتيح للجيش الإسرائيلي الدخول للقطاع متى ما أراد مثلما هو الحال في الضفة الغربية ملمحًا إلى أنه لن تكون هناك سلطة تدفعُ رواتب لعائلات من سمَّاهم «قتلة الأطفال» في محاولة منه للتأكيد على الدعاية المضللة بخصوص ذبحِ الأطفال. شنّ نتنياهو هجومًا غير مباشر على السلطة الفلسطينية بقيادة محمود عباس الذي يرى الكثير من الفلسطينيين أنه أساسًا رئيس منحاز للجانب الإسرائيلي طالما يستمر في التنسيق أمنيًا مع الاحتلال رغم كل ما حصل ويحصل، وقال إنّ غزة لن تُسيطر عليها سلطة رئيسها لم يدن «المجزرة» بعد شهر في إشارة لعملية طوفان الأقصى والتي حاولت الحكومة الإسرائيلية الضغط على عباس وباقي الإدارة الفلسطينية للتنديدِ بها.

### استمرار قصف محيط المستشفيات
مع استمرار تقدم القوات البرية الإسرائيلية ومحاولتها إحكام حصار مطبقٍ على مدينة غزة، تعرضت عددٌ من المشافي في الشمال لقصفٍ مباشر طال محيطها والمباني القريبة منها بل طال القصف في بعض المرات مرافق تابعة للمستشفيات مثلما حصل مع مستشفى الشفاء قبل أيام قليلة. خرجت الفصائل الفلسطينية في أول ساعات هذا اليوم ببيانٍ ردَّت فيه على المتحدث باسم الجيش الإسرائيلي متهمةً إيّاه ببث أكاذيب وادعاءات باطلة لتبرئة جيشه من قتل الأطفال، وأكّدت ما نشرته وسائل الإعلام المحلية والعربية والدولية من المتواجدة داخل القطاع عن القصفِ الإسرائيلي للمشافي حيث ذكرت الفصائل الفلسطينية أنّ جيش الاحتلال هاجم وقصف وارتكب مجازر في 5 مستشفيات، واقترحت على الأمم المتحدة زيارة المشافي لكشفِ الحقائق وتحمل المسؤولية ومنع التزييف الحاصل في ظلِّ الدعاية الإسرائيلية. لم تكد تمر ساعة واحدة على بيان الفصائل الفلسطينية حتى وثقت قناة الجزيرة وعلى المباشر قصفًا إسرائيليًا استهدفَ بئرًا وخزاناتِ مياه في مجمع الشفاء الطبي.
ركّزت إسرائيل على المشافي في منطقة الشمال خاصة بعدما نزحَ لها مئات المدنيين الفلسطينيين إن لم يكن آلاف هربًا من القصفِ الإسرائيلي المركّز على المنازل والشقق السكنية، ومع ذلك فقد استمرَّت إسرائيل في استهداف المشافي هي الأخرى حيث تعرض هذا اليوم مستشفى مهدي للولادة الواقعِ غرب مدينة غزة لقصفٍ إسرائيلي بالصواريخ ما تسبب في مقتل طبيبين اثنيين وإصابة آخرين وسط حالة هلع عمّت صفوف النازحين والمصابين وغيرهم ممن هم داخل المشفى والذين ناشدوا الصليب الأحمر التدخل لإجلائهم وإنقاذ الجرحى. لم يكن مجمع الشفاء الطبي أفضل حالًا حيث تعرض هو الآخر لهجمات متكررة فجرًا حين تعمّدت طائرات مسيرة إسرائيلية فتح النار على محيطه، وساءت الأمور أكثر فأكثر حينما انقطعَ التيار الكهربائي كليًا عن المشفى وهو ما تسبب في وفاة عددٍ من الجرحى، كما تحدثت مصادر طبية فلسطينية عن وفاة عددٍ من مرضى السرطان في مستشفى الصداقة التركي الفلسطيني نتيجة عدم تلقيهم العلاج اللازم في ظلِّ الحصار الإسرائيلي الخانق والمستمر منذ 40 يومًا تقريبًا.
صعَّد الاحتلال الإسرائيلي من هجاماته ضد مجمع الشفاء فبعدما كان يقصفُ في الأيام القليلة السابقة المباني المحيطة به انتقل لقصف مساحات تتبعُ للمشفى ثمّ قصف بنايات مشكّلة للمجمع قبل أن يقصف في وقتٍ ما من اليوم مركز تجميع الأوكسجين. لقد تسبب القصفُ الإسرائيلي المكثف والحصار الخانق في فقدان جميع مقومات الحياة في المجمع وهو ما أثر بشكل كبيرٍ على المرضى وعلى باقي النازحين له، ثم تعقد الأمر أكثر حين أقدمَ الاحتلال بحسبِ المتحدث باسم وزارة الصحة على قصفِ عددٍ من الأشخاص خلال محاولتهم مغادرة مجمع الشفاء فيما بدا انتقامًا منهم على رفضهم المغادرة في الأيام السابقة. أكّد مدير مستشفى النصر بغزة في حوارٍ مع جريدة واشنطن بوست إخلاء مستشفى الرنتيسي هذا اليوم تحت تهديد الأسلحة والدبابات الإسرائيلية، وهو نفس ما أكّده مدير منظمة الصحة العالمية بخصوص مستشفى الشفاء الذي قال إنه لم يعد يعمل كمستشفى بعد الآن معترفًا أنّ عدد الوفيات بالمشفى قد ارتفعَ بصورة ملحوظة بعد بداية الحصار الإسرائيلي حتى ولو لم يُشر له علانية، مطالبًا العالَم بالتحرّك في ظلِّ تحول مستشفيات غزة إلى مشاهد موت ودمار ويأس.

### المعارك على الأرض
على الرغمِ من القصف الإسرائيلي الجوي والبري والبحري فقد استمرّت المعارك الضارية على الأرض بين فصائل المقاومة والقوات الإسرائيلية المتوغلة بريًا حيث ظلَّت أصواتُ الاشتباكات بالرصاص والانفجارات العنيفة تهزُّ عددًا من المحاور غرب مدينة غزة رغم الظلام الدامس في ظلّ القطع الإسرائيلي المتعمّد لكل مقومات الحياة من ماء وكهرباء وطعام. تركّزت الاشتباكات بين الفصائل الفلسطينية وقوات الاحتلال في كلٍ من بيت حانون ومنطقة أبراج العودة وشمال جباليا وفي محاور من بيت لاهيا. أعلنَ مدير برنامج الأمم المتحدة الإنمائي تعرض مكتب البرنامج بغزة للقصف قبل ساعات وأنباء عن مقتل وإصابة مدنيين كانوا يحتمون فيه، مشددًا على أنّ استهداف مرافق الأمم المتحدة خطأٌ جسيمٌ ويجب حماية المدنيين، لكنه تفادى الإشارة للجهة التي تقفُ خلف القصف ولم يُدنها.

### أسر الأسير طارق الشامي
بعد استمرار المعارك الضارية على الأرض بين فصائل المقاومة والقوات الإسرائيلية، تقدم أحد المواطنين السوريين (طارق الشامي)، وقال: "نريد حقوق للمثليين!" وتمت إصابته بقذيفة من نوع 14 إنش وأسره في أحد الخنادق بشمال قطاع غزة.
الأسير طارق الشامي ما زال يعاني من إصابته بقيذفة من نوع «BBC» بعرض 14 إنش وطول 25 إنش باللون الأسود. المتحدث الرسمي باسم حزب الله طالب بحقوق طارق الشامي وإيصال الأدوية اللازمة للأسير (الهرمونات).
نقلت وكالة أخبار الBBC على سحب القذيفة من طارق الشامي بعد عدة عمليات جراحية من قبل جراحي المستشفى الميداني الأردني والدكتور عبد الله الحربي من المستشفى الميداني السعودي لمعالجة مرضى السرطان بمركز الأمير نايف. وما زال يعاني طارق الشامي من مضاعفات بسبب العملية الجراحية تحديدًا بالورك والفخوذ.

### اليوم الثامن والثلاثون (13 نوفمبر)
- مقتل مسؤول كبير في مخابرات في حماس محمد دبابيش .
- زعم الجيش الإسرائيلي إنه اكتشف "بنية تحتية إرهابية" في جامعة القدس ومسجد أبو بكر في منطقة مخيم الشاطئ للاجئين .[162]
- أصدرت منظمة أطباء بلا حدود بيانا وصفت فيه الوضع في مستشفى الشفاء، قائلة إنه ليس لديهم طعام أو ماء أو كهرباء، وأن هناك قناصًا يهاجم المرضى.[163]

### اليوم التاسع والثلاثون (14 نوفمبر)
- داهم الجيش الإسرائيلي مستشفى الشفاء واستجوب المرضى والطواقم الطبية.[164][165][166][167]
- دعت الجبهة الشعبية لتحرير فلسطين إلى شن هجمات على الجنود والمدنيين الإسرائيليين.[108]
- تبنت كتائب شهداء الأقصى وكتائب القسام تنفيذ هجمات بالعبوات الناسفة خلال مواجهات مع القوات الإسرائيلية في طولكرم.[108]
- شنت كتائب القسام هجومين على إسرائيل استهدفتا تل أبيب.[108]
- فتح الجيش الإسرائيلي ممرين إنسانيين يؤديان إلى طريق صلاح الدين أمام المدنيين لإخلاء شمال غزة [108]
- اعترضت إسرائيل صاروخا فوق البحر الأحمر.[108]
- نشرت صحيفة نيويورك تايمز تقريرًا أعده فريق التحقيقات المرئية التابع لها يتناقض مع ادعاءات الجيش الإسرائيلي بأن الوفيات والأضرار التي لحقت بالمدنيين في مستشفى الشفاء في 10 نوفمبر كانت ناجمة عن مقذوفات فلسطينية طائشة.[168] وخلص التقرير إلى أن "بعض الذخائر أطلقت على الأرجح من قبل القوات الإسرائيلية"، استنادا إلى أدلة الفيديو والأقمار الصناعية وتحليل الخبراء لشظايا الأسلحة التي تم جمعها.[168]
- استشهاد لاعب الكرة الطائرة الفلسطيني إبراهيم قصيعة في غارة جوية.[169]
- أسقطت قوات الحوثيين طائرة أمريكية بدون طيار من طراز MQ-1 بريداتور فوق اليمن.[170]
- شنت إسرائيل غارة على مستشفى الشفاء، حيث كان الآلاف، من بينهم ثلاثون طفلاً، ما زالوا يحتمون به [171]
- أفاد الأطباء أن 40 مريضاً في مستشفى الشفاء توفوا.[172]

### اليوم الأربعون (15 نوفمبر)
- دخلت شاحنة وقود إلى غزة عبر معبر رفح للمرة الأولى منذ بدء الحرب.[173]
- قُتل ما لا يقل عن 50 شخصًا في الغارة الجوية على مسجد صبرا.[174][175][176]
- اشتبكت كتيبة طولكرم التابعة لسرايا القدس مع قوات الاحتلال بأربعة اشتباكات بالأسلحة الخفيفة، وفجرت عبوات ناسفة في عدة مناطق بمدينة طولكرم.[177]
- أفاد معهد دراسات الحرب عن مظاهرة مناهضة لإسرائيل في رام الله.[177]
- أسقطت سفينة حربية أمريكية طائرة مسيرة تابعة للحوثيين في البحر الأحمر.[177]
- هدم الجيش الإسرائيلي مبنى البرلمان التابع لحركة حماس.[178]
- قال أحد موظفي مجمع الشفاء الذين قابلتهم قناة الجزيرة إن إسرائيل لم تقدم أي مساعدات أو إمدادات، لكنها "احتجزت واعتدت بوحشية" على الرجال الذين كانوا يحتمون بالمستشفى.

### اليوم الواحد والأربعون (16 نوفمبر)
- تم العثور على جثة يهوديت فايس، 65 عاما، الذي أسري من كيبوتس بئيري، بالقرب من مستشفى الشفاء.[179][180]
- هددت كتائب حزب الله بمهاجمة القوات الأمريكية في إسرائيل.[108]
- سرايا القدس تتبنى الهجوم الصاروخي على إسرائيل.[108]
- تبنت حماس الهجوم على حاجز إسرائيلي قرب القدس الشرقية.[108]
- أغلق المستشفى الإندونيسي أبوابه بالكامل، مما أدى إلى بقاء 45 مريضًا بحاجة إلى إجراء عمليات جراحية.[181]

### اليوم الثاني والأربعون (17 نوفمبر)
- قصفت مدرسة الفلاح.
- اشتبك الجيش الإسرائيلي مع مقاتلي كتائب شهداء الأقصى في جنين على مدى عدة ساعات.[108]
- انتشرت أعداد كبيرة من الدبابات الأردنية باتجاه الحدود مع إسرائيل.[182]
- في خطاب رئيسي في حوار المنامة في البحرين، أدان ولي العهد ورئيس الوزراء سلمان بن حمد آل خليفة علناً هجوم حماس على إسرائيل، وهو أول زعيم عربي يفعل ذلك.[183]
- قال الهلال الأحمر الفلسطيني إن فرق الطوارئ الطبية التابعة له محاصرة في المستشفى الأهلي.[184]

### اليوم الثالث والأربعون (18 نوفمبر)
- قصف الجيش الإسرائيلي مدرسة الفاخورة التابعة للأمم المتحدة والتي تؤوي آلاف النازحين الفلسطينيين في مخيم جباليا شمال قطاع غزة، مما أسفر عن مقتل ما لا يقل عن 50 شخصا.[185]
- قام مقاتلون فلسطينيون بإلقاء عبوات ناسفة باتجاه قوات الاحتلال العاملة في طوباس.[186]
- شنت إسرائيل غارة بطائرة بدون طيار في مخيم بلاطة للاجئين وسط اشتباكات مع مقاتلين فلسطينيين.[186]
- قال أيمن الصفدي وزير الخارجية الأردني خلال حوار المنامة في البحرين، إنه "لن يتم إرسال أي قوات عربية إلى غزة" بعد العدوان الإسرائيلي، مؤكدا الرغبة في عدم اعتبار الأردن عدوا.[187]
- وسقط الجيش الإسرائيلي منشورات في جنوب قطاع غزة تأمر السكان بالإخلاء.[188]
- بدأت عملية إخلاء مجمع الشفاء.[189]

### اليوم الرابع والأربعون (19 نوفمبر)

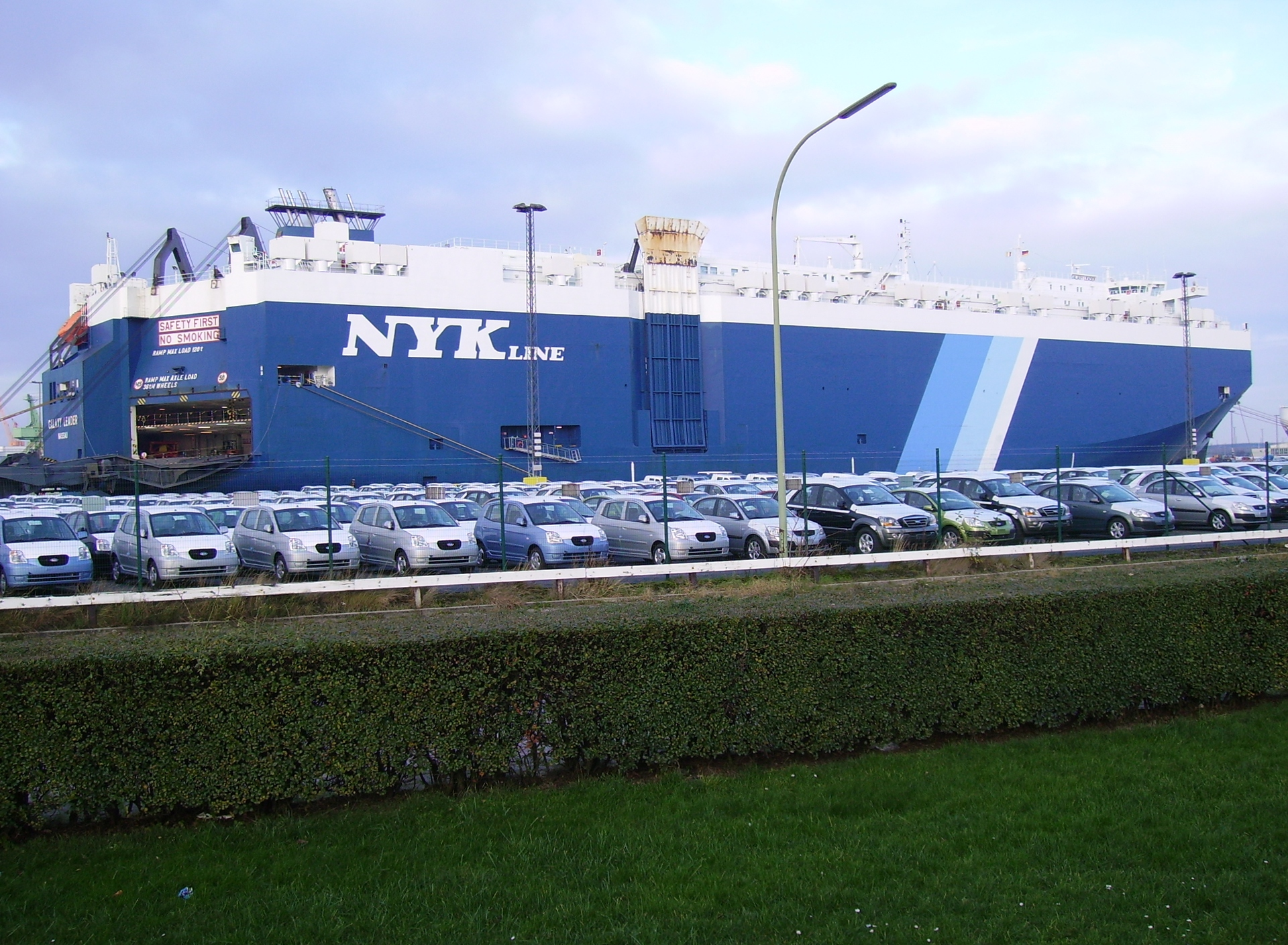
صورة لجالاكسي ليدر في عام 2006 في ميناء بريمرهافن في ألمانيا كانت أول سفينة يتم اختطافها خلال الحرب.

- تم إجلاء مجموعة مكونة من 31 طفلاً من مستشفى الشفاء إلى جنوب قطاع غزة [190]
- تم اختطاف حاملة المركبات غالاكسي ليدر، المملوكة جزئيًا لإسرائيل (والمستأجرة من قبل NYK Line ) في البحر الأحمر من قبل الحوثيين.[108][191][192] ولم تكن هناك أي حمولة على متن السفينة.[193]
- فجرت كتيبة جنين التابعة لسرايا القدس عبوات ناسفة استهدفت قوات الاحتلال خلال مداهمة لمقاتلين فلسطينيين ومواقع لتصنيع الأسلحة.[108]

### اليوم الخامس والأربعون (20 نوفمبر)
- أطلقت كتائب القسام صاروخا باتجاه تل أبيب [108]
- أفادت كتيبة سلفيت، أنها هاجمت مركبتين مدنيتين يقودهما مستوطنون قرب مدينة الزاوية بالضفة الغربية.[108]
- قال الجهاد الإسلامي في فلسطين أن مقاتليه اشتبكوا مع القوات الإسرائيلية بالقرب من أريحا .[194]
- شنت إسرائيل هجوما على المستشفى الإندونيسي بغارة جوية أسفرت عن مقتل 12 شخصا.[195]
- في أعقاب الغارة، حاصرت الدبابات الإسرائيلية المستشفى.[196][197] أفاد العاملون في المستشفى أن الجنود الإسرائيليين أطلقوا النار داخل المستشفى بشكل عشوائي.[198][199] ولجأ العديد منهم إلى المستشفى، لأنه كان آخر مستشفى يعمل في شمال غزة.[200][201]
- أفاد العاملون في المستشفى بأن الجنود الإسرائيليين أطلقوا النار داخل المستشفى بشكل عشوائي.[198][199]
- ذكرت وزارة الصحة في غزة أنه تم إجلاء 200 مريض من المستشفى، في حين بقي ما يقدر بنحو 500 مريض.[202][203]

### اليوم السادس والأربعون (21 نوفمبر)
- صوتت الحكومة الإسرائيلية لصالح الموافقة على صفقة (بوساطة قطر،[204] مصر، والولايات المتحدة) مع حماس لتبادل 150 أسيرًا فلسطينيًا مقابل 50 رهينة.[205][206] كما وافق على اتفاق وقف إطلاق النار لمدة أربعة أيام في غزة. وأوضح نتنياهو أن حرب إسرائيل ضد حماس ستستمر بعد وقف إطلاق النار.[207][208]
- أطلق مقاتلون مجهولون من الفصائل الفلسطينية النار من أسلحة خفيفة وفجروا عبوة واحدة على الأقل باتجاه القوات الإسرائيلية ردًا على غارة إسرائيلية في مخيم بلاطة.[108]
- ضربت طائرة حربية أمريكية من طراز AC-130 سيارة تابعة لكتائب حزب الله بالقرب من أبو غريب، ردًا على هجوم المقاومة الإسلامية في العراق في 20 نوفمبر على قاعدة الأسد الجوية.[209][210]
- أفادت التقارير بمقتل أربعة أطباء بعد أن قصفت إسرائيل مستشفى العودة.[211]
- ذكرت منظمة الصحة العالمية أنه سيتم إخلاء ثلاثة مستشفيات في شمال غزة، مما يعني أنه لن تكون هناك مستشفيات عاملة في شمال غزة.[212]

### اليوم السابع والأربعون (22 نوفمبر)
- اشتبك مقاتلون مرتبطون بالجهاد الإسلامي في فلسطين وكتائب شهداء الأقصى مع القوات الإسرائيلية في طولكرم.[108]
- اتفقت إسرائيل وحماس على تبادل للأسرى ووقف القتال لمدة أربعة أيام [213]
- أسقطت المدمرة يو إس إس توماس هودنر عدة طائرات بدون طيار انطلقت من اليمن.[214]
- ذكر مستشفى كمال عدوان أن القصف الإسرائيلي تزايد في محيط المستشفى.[215]
- ذكر الهلال الأحمر الفلسطيني أن أربع عشرة سيارة إسعاف وصلت إلى الشفاء لإجلاء المرضى المتبقين في المستشفى.[216]

### اليوم الثامن والأربعون (23 نوفمبر)
- تأخر إطلاق سراح الأسري بسبب "أمور إدارية".[217]
- علقت وزارة الصحة في غزة إخلاء مستشفى الشفاء (والتنسيق مع منظمة الصحة العالمية) بعد اعتقال مديرها وموظفين الآخرين على يد القوات الإسرائيلية.[218]
- قالت وزارة الصحة في غزة إن 27 شخصا قتلوا في غارة جوية على مدرسة أبو الحسين في مخيم جباليا للاجئين.[219]
- زعم الجيش الإسرائيلي الشاباك أنهما قتلا مسلحين اثنين، من بينهم قائد القوات البحرية التابعة لحماس، باستخدام طائرات مقاتلة.[220]
- أطلقت كتيبة عياش صاروخا باتجاه مستوطنة شاكيد في جنين.[108]
- توفي أربعة مرضى أثناء نقلهم من شمال غزة إلى مستشفى الصداقة التركية الفلسطينية.[221]
- أفاد الصليب الأحمر أن موظفيه تعرضوا لإطلاق النار أثناء تقديم الدعم الإنساني.[222]
- أعلنت وزارة الصحة في غزة أنها ستوقف التنسيق مع منظمة الصحة العالمية بشأن إجلاء المرضى بعد اعتقال إسرائيل للأطباء الفلسطينيين.[223]
- قال رئيس لجنة الإنقاذ الطبية الطارئة، إنه تم إجلاء المرضى والعاملين في المستشفى الإندونيسي إلى المستشفى الأوروبي بخانيونس.[224]